# Geschichte der Niederlande

Wappen der Niederlande

Die Geschichte der Niederlande umfasst die historischen Entwicklungen auf dem Gebiet der Niederlande, dem europäischen Teil des gleichnamigen Königreichs, von der Urgeschichte bis zur Gegenwart.
Seit der Eiszeit leben Menschen in den flachen, tief gelegenen „Niederen Landen“ zwischen der Nordsee und den Mündungsgebieten von Ems, Rhein, Maas und Schelde. Mit dem Abschmelzen der Gletscher und dem Anstieg des Meeresspiegels am Ende der Weichsel-Kaltzeit entstand ein relativ sumpfiges Land, das stets von Überschwemmungen bedroht und daher nur in seinen höher gelegenen Regionen bewohnbar war. Die Römer eroberten ab etwa 50 v. Chr. die Gebiete links des Rheins. Das Land am rechten, nördlichen Ufer dieser natürlichen Grenze blieb trotz mehrerer Eroberungsversuche unter friesischer Herrschaft. In römischer Zeit entstanden erste Siedlungen, die jedoch aufgrund vermehrter Sturmfluten seit dem Jahr 200 wieder aufgegeben wurden.
Wegen des Niedergangs des Römischen Reichs nahm in der Spätantike der Einfluss der Franken auf den Süden des Landes zu, den sie schließlich ihrem Reich einverleibten. Der Norden und die Küstenregionen blieben weiterhin friesisch, im Osten dominierten zunächst die Sachsen. Zur Zeit des Fränkischen Reichs begann die Christianisierung des Landes. Durch dessen Teilung im Vertrag von Verdun 843 kam das Gebiet östlich der Schelde um Maas und Niederrhein an das Mittelreich Lothars I. und 925 an das entstehende Römisch-deutsche Reich (→ Herzogtum Lothringen). Flandern fiel 843 an das Westreich Karls II., des Kahlen, das spätere Frankreich.
Im Hochmittelalter erlebten die Niederlande einen raschen Aufschwung durch Seehandel, Fischfang, Wollhandel und Tuchmacherei. Da die lothringische Herzogsgewalt nur schwach ausgebildet war, gewannen Städte wie Brügge, Gent oder Antwerpen zunehmend an Selbstbewusstsein und politischer Autonomie. Im 12. Jahrhundert bildeten sich zudem relativ stabile, selbständige Territorien heraus: im Norden die Grafschaften Holland, Seeland und Geldern sowie das Hochstift Utrecht, im Süden das Hochstift Lüttich, die Grafschaften Flandern, Hennegau und Namur sowie die Herzogtümer Brabant und Limburg. Mit Ausnahme von Flandern gehörten alle diese Gebiete zum Heiligen Römischen Reich. Die Bindungen zu ihm lockerten sich jedoch im Spätmittelalter zunehmend. Im 14. und 15. Jahrhundert gelang es den Herzögen von Burgund erstmals, den größten Teil der heutigen Benelux-Staaten unter ihrer Herrschaft zu vereinen. Ihr Besitz fiel Ende des 15. Jahrhunderts an die Habsburgermonarchie. Infolge der Reformation wurden die nördlichen Landesteile im 16. Jahrhundert protestantisch.
Der in den „Niederen Landen“ geborene Kaiser Karl V. schlug die reichen burgundischen Gebiete bei der Teilung seines Erbes 1555 seinem Sohn, König Philipp II. von Spanien zu. Dessen frühabsolutistische und gegenreformatorische Politik löste 1568 eine von Wilhelm von Oranien geführte Rebellion in den nördlichen Landesteilen aus, der in den Achtzigjährigen Krieg mündete. Im Jahr 1579 schlossen sich die aufständischen Gebiete zusammen und gründeten die Republik der Sieben Vereinigten Provinzen. Sie erlangte 1648 im Frieden von Münster im Rahmen der Westfälischen Friedensverhandlungen ihre Unabhängigkeit und wurde von da an als Republik der Vereinigten Niederlande bezeichnet. Trotz des Krieges erlebte diese im 17. Jahrhundert ihr „Goldenes Zeitalter“ und überflügelten die bis dahin wirtschaftlich führenden südlichen Niederlande. Amsterdam stieg zum weltweit bedeutendsten Handelsplatz auf. Die 1602 gegründete Vereinigte Ostindische Kompanie (VOC) und die Westindische Kompanie (WIC) verhalfen der Republik durch den Handel mit Südostasien, Westafrika und Amerika zu immensem Reichtum. Flandern und die übrigen überwiegend katholischen Gebiete im Süden blieben als Spanische Niederlande weiter unter habsburgischer Herrschaft. Nach dem Aussterben der spanischen Habsburger fielen sie 1714 als Österreichische Niederlande an den österreichischen Zweig der Dynastie zurück.
Durch mehrere Kriege gegen England und gegen Frankreich geschwächt, verloren die Niederlande nach dem Spanischen Erbfolgekrieg (1701–1714) endgültig ihren im 17. Jahrhundert errungenen Großmachtstatus. Die Republik ging schließlich in der Zeit der Französischen Revolution unter. Sie wurde als Batavische Republik zunächst ein Satellitenstaat und schließlich – ebenso wie die vormals Österreichischen Niederlande – zu einem Teil Frankreichs. Erst nach der Niederlage Napoleons erlangten die Niederlande ihre Unabhängigkeit wieder. Auf dem Wiener Kongress wurden die nördlichen und die südlichen Landesteile 1815 zum Königreich der Vereinigten Niederlande unter dem Haus Oranien-Nassau zusammengeschlossen. Hauptstadt war weiterhin Amsterdam, der Regierungssitz jedoch wurde nach Den Haag verlegt. Bereits 1830 kam es in den katholischen und großenteils französischsprachigen südlichen Niederlanden zu einem Aufstand gegen die Zentralregierung. Das Land wurde als Königreich Belgien unabhängig. Die Personalunion mit Luxemburg endete 1890. Seither haben die Niederlande ihre heutigen Grenzen.
Gelang es dem Land im Ersten Weltkrieg noch, seine Neutralität zu wahren, wurde es 1940, im Zweiten Weltkrieg, vom Deutschen Reich überfallen und fünf Jahre lang besetzt. Mithilfe des US-amerikanischen Marshallplans gelang nach dem Krieg der Wiederaufbau. Nach dem Verlust seiner größten Kolonie, Niederländisch-Indiens, im Jahr 1949 orientierte sich das Land außenpolitisch neu: Aus der neutralen Seemacht wurde ein Gründungsmitglied der NATO und der Europäischen Union, zu deren wohlhabendsten Mitgliedsstaaten es heute gehört.

## Von der Vorgeschichte bis zum frühen Mittelalter

### Vorgeschichte

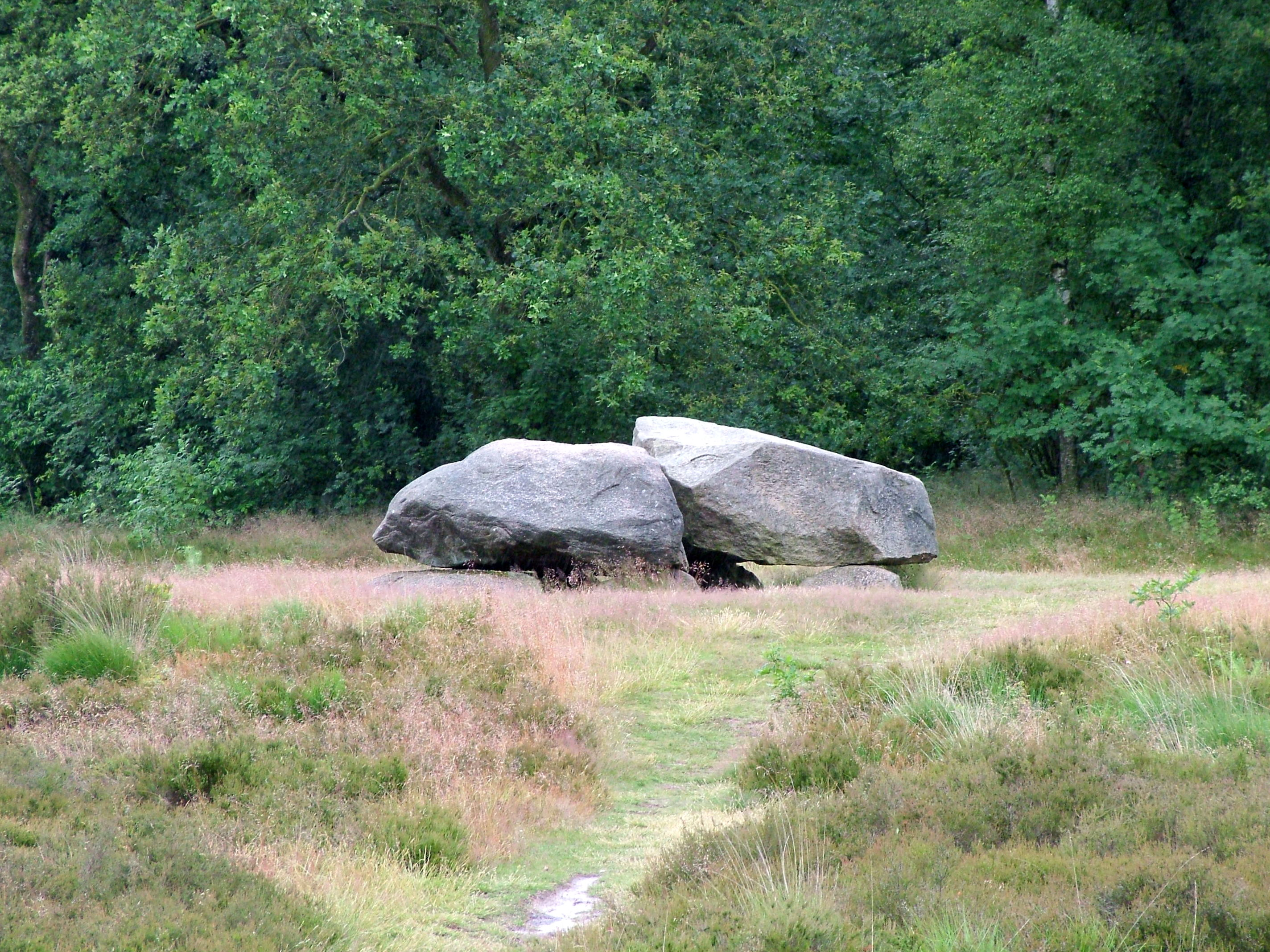
Hünengrab bei Emmen, Provinz Drente

Das Gebiet der heutigen Niederlande, also der westlichste Teil der norddeutschen Tiefebene, ist spätestens seit der letzten Kaltzeit bewohnt. 2001 wurde vor der Küste von Zeeuws Vlaanderen in der Provinz Zeeland, also in einem Gebiet, das nur während der Kaltzeiten über dem Meeresspiegel lag, ein auf vielleicht 50.000 bis 60.000 Jahre geschätzter Überrest eines Neandertalers entdeckt, der als Krijn bekannt wurde.
Die bekanntesten Überreste aus urgeschichtlicher Zeit sind die hunebedden (Hünengräber), große, steinerne Grabmonumente aus der Jungsteinzeit, in der Provinz Drenthe.

### Römerzeit

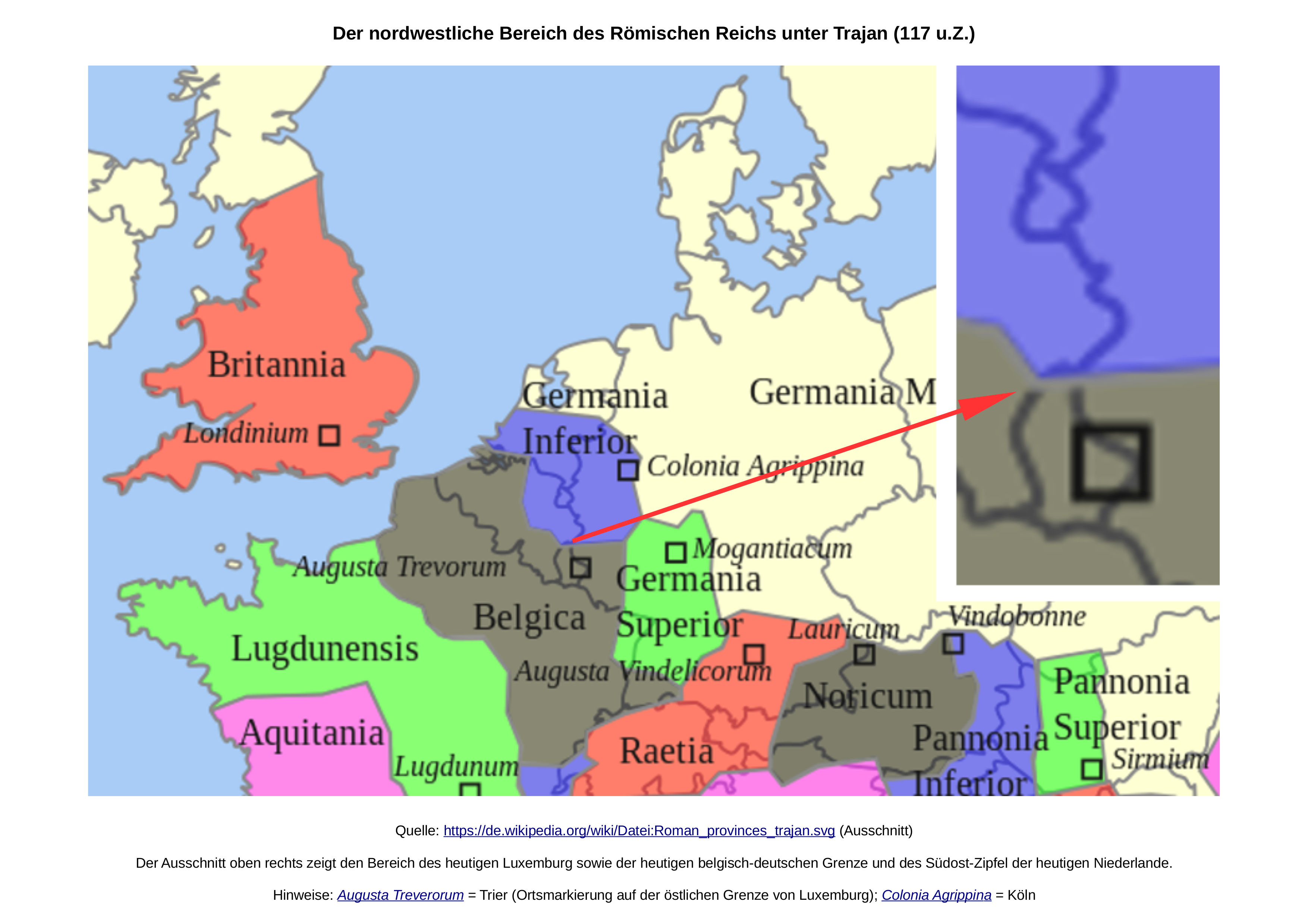
Römische Provinzen unter Trajan (117 n. Chr.) – das Gebiet zwischen dem heutigen luxemburgisch-belgisch-deutschen sowie dem heutigen niederländisch-belgisch-deutschen Dreiländereck gehörte zur römischen Provinz Germania inferior; das Gebiet südlich davon zur Provinz Belgica.

Ab 50 v. Chr. eroberten die Römer den Raum der südlichen Niederlande und gründeten hier die ersten Städte (unter anderem Utrecht, Nijmegen und Maastricht); das Gebiet wurde Teil der römischen Provinzen Germania inferior und Belgica.
Der Rhein bildete die natürliche Grenze zum übrigen Germanien. Der nördliche Raum der heutigen Niederlande, das Land der Friesen und anderer Stämme, blieb daher die meiste Zeit außerhalb des römischen Reichsgebietes.
Ab etwa 290 n. Chr. drangen die germanischen Franken aus dem Südosten kommend in das Gebiet südlich des Rheins ein, insbesondere in das Scheldegebiet. Die Römer versuchten mehrmals, vergeblich, die Franken zu vertreiben. 355 gestand ihnen Julianus, der spätere Kaiser Julian, schließlich ein Gebiet südlich des Rheins zu – den niederfränkischen Raum der heutigen Niederlande, Flandern und Deutschlands – unter der Bedingung, ihm als foederati (Verbündete) zu dienen.

### Die Franken
Nach dem Untergang des Römischen Reiches folgte eine Periode der Unruhen. Die Friesen lebten an der Küste, die Sachsen im Osten und die Franken im Süden.
486 n. Chr. besiegten die Franken ihre römischen Nachbarn unter Syagrius und dehnten unter Chlodwig ihr Reich nach Süden bis zur Loire aus. Das Kerngebiet des Frankenreichs lag in den Gebieten an Rhein, Maas und Mosel im heutigen Belgien, Nordfrankreich und Rheinland. Um etwa 700, unterwarfen die Franken auch ihre friesischen Nachbarn. In der Zeit um 800 machte Karl der Große Aachen zur Hauptresidenz, besiegte die Sachsen, die im heutigen Niedersachsen und den östlichen Niederlanden lebten, ließ ihre Heiligtümer zerstören und ihre Anführer ermorden (→ Sachsenkriege Karls des Großen). Nach der Eroberung wurden Friesland und Sachsen christianisiert.

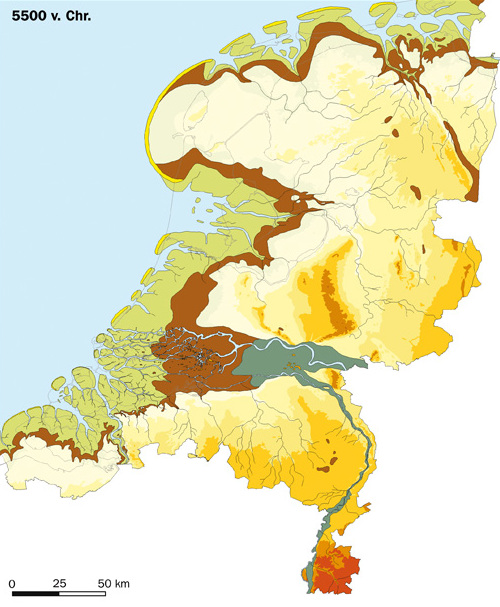
Niederlande 5500 v. Chr.
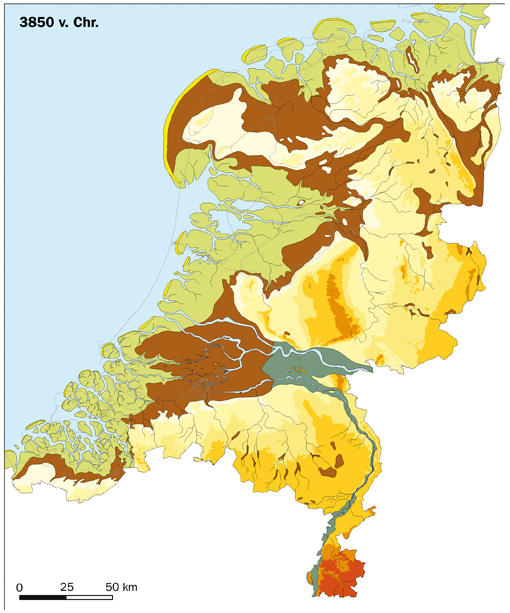
Niederlande 3850 v. Chr.
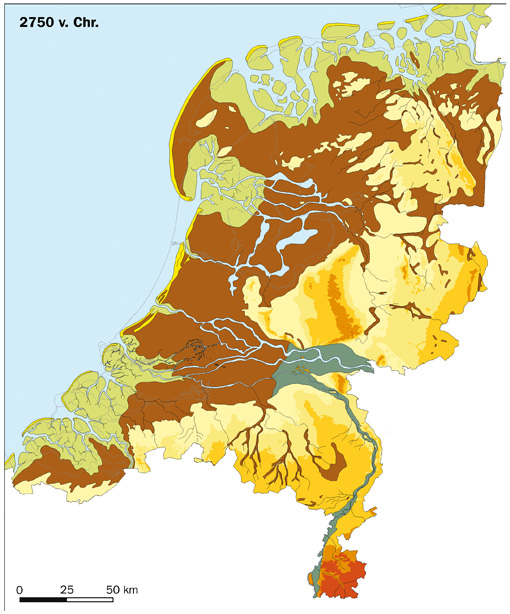
Niederlande 2750 v. Chr.
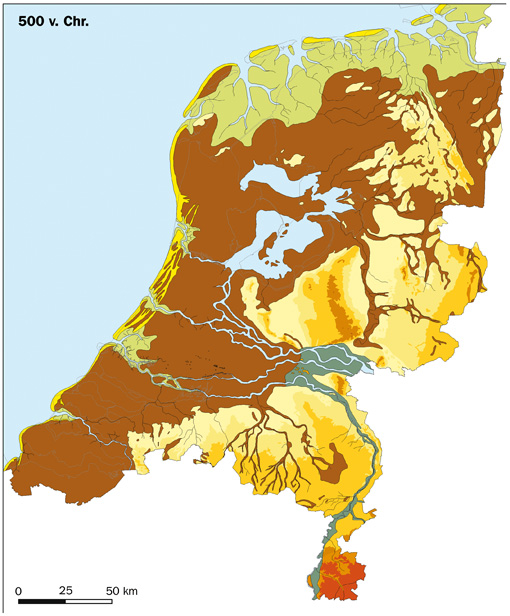
Niederlande 500 v. Chr.
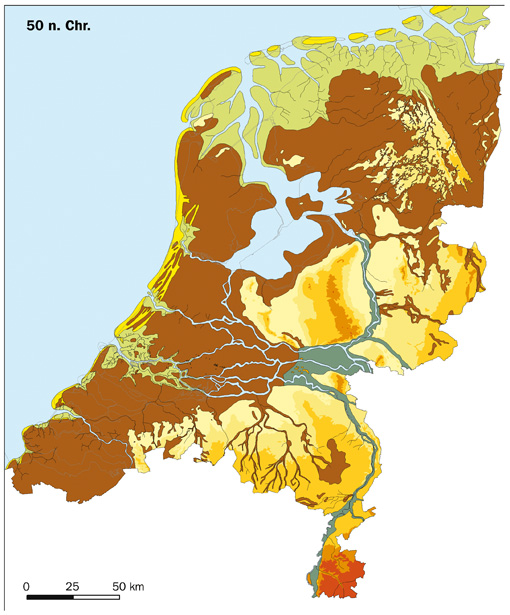
Niederlande 50 n. Chr.
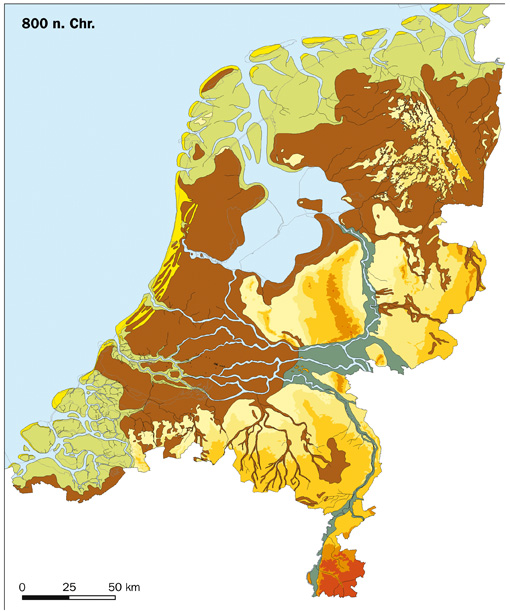
Niederlande 800 n. Chr.

## Heiliges Römisches Reich
Das fränkische Reich wurde nach dem Tod Ludwig des Frommen, des Sohnes Karls des Großen, unter seinen Söhnen geteilt. Im Vertrag von Verdun 843 erhielt Lothar I. das Mittelreich. Nach der Prümer Teilung des Mittelreiches 855 unter Lothar II., 870 im Vertrag von Meerssen und 880 im Vertrag von Ribemont kam Lotharingien zum östlichen Teil des Frankenreiches, dem späteren Heiligen Römischen Reich.
Das östliche Frankenreich, das Land der deutschen Sprache (lingua Teutonica), blieb allerdings keine politische Einheit. Örtliche Vasallen, Herrscher von Grafschaften und Herzogtümer, verstärkten ihre Machtstellungen gegenüber dem Kaiser. Das Gebiet der heutigen Niederlande war auf verschiedene adlige Besitztümer verteilt, den Grafen von Holland, den Herzog von Geldern und den Herzog von Brabant, sowie den Bischof von Utrecht. In Friesland und Groningen im Norden regierte dagegen der niedere Adel.

## Burgundische Niederlande

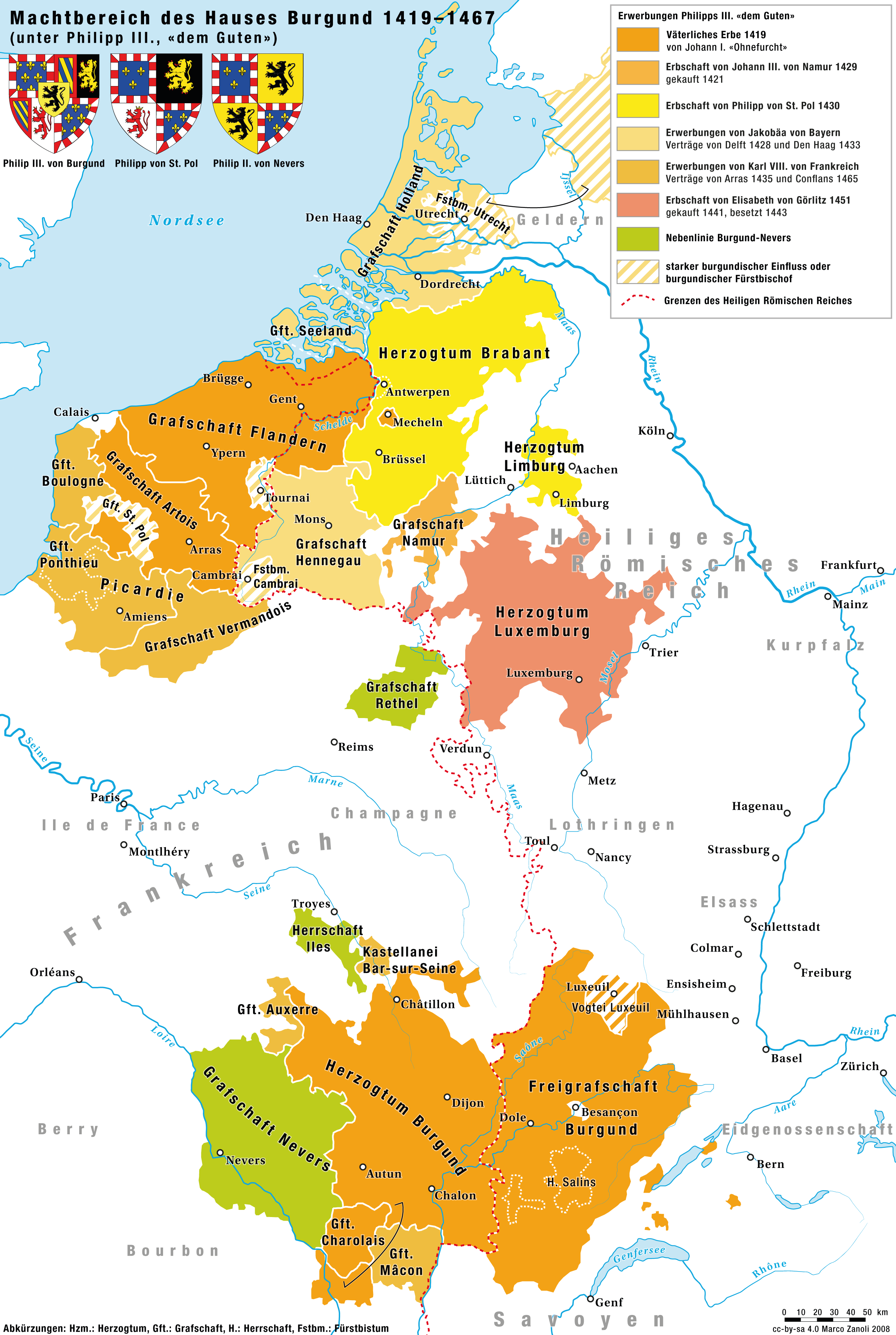
Ausdehnung Burgunds unter Philipp dem Guten.

Durch Heirat kam 1384 Flandern sowie die Städte Antwerpen und Mechelen in den Besitz Philipp des Kühnen von Burgund. In der Folgezeit erwarb Burgund Holland (1428), Namur (1429), Brabant und Limburg (1430). Die Niederlande bildete fortan den nördlichen Teil dieses Staates. Fortan nannte man sie die „Niederen Lande“ des Hauses Burgund im Gegensatz zum französischen Stammland, der Bourgogne. Unter Philipp dem Guten (1419–1467) wurden die losen Territorien stärker institutionell integriert. Dem Widerstand der Stände gegen die Zentralisierungspolitik begegnete der Herzog, indem er regelmäßig eine Gesamtvertretung seiner niederländischen Territorien zusammenrief. Diese wurden ab 1478 die Generalstände genannt. Der politische und wirtschaftliche Schwerpunkt lag aber immer noch im Süden des Landes, in Flandern und Brabant. Auch die Hofsprache war französisch. Die Nordniederlande standen demgegenüber zurück. Der Süden bestand aus einer zu damaligen Zeiten herausragenden Städtelandschaft. Um 1500 hatten Gent und Antwerpen mehr als 40.000 Einwohner, Brügge und Brüssel über 30.000 Einwohner, während die vier führenden holländischen Städte Leiden, Amsterdam, Haarlem und Delft jeweils nicht mehr als 15.000 Einwohner zählten. Entsprechend setzten die großen flämischen Städte der Integration in den burgundischen Staat den stärksten Widerstand entgegen. So führten Eingriffe des herzoglichen Vogtes in die städtischen Kompetenzen zum Brügger Aufstand von 1436 bis 1438, der mit der Abstrafung Brügges endete.
Karl der Kühne (1467–1477), der Sohn und Nachfolger Philipps des Guten, wollte den Traum seines Vaters von einem unabhängigen Königreich Burgund zwischen Frankreich und dem Heiligen Römischen Reich in die Tat umsetzen. Karl betrieb eine antifranzösische Politik, wozu auch seine Heirat mit Margareta von York, der Schwester des englischen Königs 1468 zählte. Zwar eröffnete die Eroberung Lothringens, eines Reichslehens, eine Verbindung zwischen seinen burgundischen und niederländischen Territorien, doch scheiterte Karl außenpolitisch auf der ganzen Linie. Nach der vergeblichen Belagerung von Neuss (1474/75) und den schweren Niederlagen gegen die Schweizer Kantone bei Grandson und Murten 1476 fiel er auf dem Schlachtfeld am 5. Januar 1477 bei dem Versuch der Wiedereroberung der lothringischen Hauptstadt Nancy.
Durch den Verlust Lothringens und durch die französische Besetzung der Bourgogne und der Picardie verlagerte sich der Schwerpunkt des Burgundischen Reiches in die Niederlande. Nutznießer der Katastrophe Karls war neben Frankreich Maximilian von Habsburg (1508–1519), dem es im Burgundischen Erbfolgekrieg (1477–1493) gelang – festgeschrieben im Vertrag von Senlis (23. Mai 1493) – Flandern und die übrigen niederländischen Provinzen, das Artois, die Grafschaft Charolais, die Grafschaft Noyers und die ehemals im Vertrag von Arras der französischen Krone als Mitgift für seine Tochter Margarete zugesicherte Freigrafschaft Burgund gegen Frankreich zu behaupten.
Durch die Heirat des späteren Kaisers Maximilian mit der Herzogstochter Maria von Burgund und deren frühen Tod kamen die Niederlande an die Habsburger Dynastie, die in den südlichen Niederlanden bis 1794 regierte. Für die Niederlande war die Verankerung im entstehenden Habsburgischen Reich, in dem die Sonne nicht unterging, zunächst noch von geringer Bedeutung. Zunächst mussten Maria von Burgund und Maximilian von Habsburg ihre Herrschaft gegen zentrifugale Kräfte der Provinz verteidigen. Maria konnte die Opposition der Städte Brügge, Gent, Ypern, Brüssel, Antwerpen, Maastricht etc. allein durch das Große Privileg von 1477 besänftigen. Dieses Privileg gab den Vertretern der Provinzen, von nun an Generalstaaten genannt, das Recht, jederzeit nach Bedarf zusammenzutreten. Außerdem durften keine Kriege mehr geführt und keine Steuern mehr ohne Zustimmung der Stände erhoben werden. Auch nach dem Tod Marias setzte sich die politische Revolte der Stände der flämischen und brabanter Städte fort. Nachdem Maximilian zeitweilig von den flämischen Städten in Brügge gefangen gehalten wurde, gewann Maximilian mit zunehmender Dauer des Konfliktes die Oberhand. Die Kapitulation von Gent 1492 beendete die Rebellion. In den noch nicht habsburgisch gewordenen Niederlanden wie Friesland oder Geldern schwelte die Rebellion aber weiter. Erst Karl V. konnte Tournai (1521), Friesland (1524), Overijssel und Utrecht (1528), Drenthe, Groningen und die Ommelande (1536) sowie Geldern und Zutphen (1543) den Niederlanden einverleiben und damit die Siebzehn Provinzen erstmals und für kurze Zeit in einem Staatswesen vereinigen.

## Achtzigjähriger Krieg und Unabhängigkeit
Das Zeitalter der durch Martin Luther ausgelösten Reformation war angebrochen und auch in den Niederen Landen konvertierten Teile der Bevölkerung zum Protestantismus. Karl V. und sein Sohn und Nachfolger Philipp II. von Spanien, beide strenggläubige Katholiken, ließen die Protestanten verfolgen und versuchten, sie zu rekatholisieren. Erste Opfer waren die Augustinermönche Hendrik Vos und Johannes van Esschen, die 1523 auf dem Marktplatz in Brüssel verbrannt wurden. Die kaiserliche Repressionspolitik verhinderte zunächst, dass sich protestantische Gemeindestrukturen in den Niederlanden herausbilden konnten. So blieb der Protestantismus in den Niederlanden eine Untergrundreligion, die vielen Einflüssen unterworfen war. Die unnachgiebige Ketzerverfolgung in den Niederlanden setzte immer wieder Flüchtlingsströme nach England und Deutschland in Gang. Dort entstanden niederländische Exilantengemeinden, die unter zwinglianisch-calvinistischen Einfluss gerieten. In den 1550er Jahren entwickelten sich diese Flüchtlingszentren zu Einfallszentren des Calvinismus in die Niederlande. In den Niederlanden eröffnete der Calvinismus den verschiedenen protestantischen Gruppierungen ein gegenüber dem Katholizismus deutlich abgegrenztes Weltanschauungsangebot. Die Verbreitung wurde auch gezielt von Genf aus durch Calvin gefördert und gesteuert. Durch die Schaffung von Organisationsstrukturen und der Verbreitung der von Guy de Bray (1522–1567) verfassten Confessio Belgica (1561) als verbindlicher Glaubenslehre wurden die Calvinisten zur dominierenden protestantischen Kraft und damit auch zur politischen und konfessionellen Alternative gegenüber den Katholiken und dem katholischen Besatzungsregime der Spanier. Trotz ihrer noch kleinen Zahl verfolgte die Regierung die Calvinisten unnachgiebig. Dazu wurden neben den bestehenden Bistümern neue Bistümer geschaffen, die, ausgestattet mit zwei Inquisitoren, Jagd auf vermeintliche Ketzer machten. Der Drang der ungehinderten Religionsausübung war schließlich auch ein Anlass, der zum Niederländischen Aufstand gegen die spanische Herrschaft führte. Die Zeit am Vorabend des Aufstands war durch den Versuch der Herrschaftsintensivierung durch Philipp II. (1555–1598) und durch den latenten Widerstand des Adels und der Städte gegen diese Politik gekennzeichnet. Neben der Ablehnung der zunehmenden Hispanisierung des Brüsseler Hofes lehnten der Adel wie auch die Städte die religiöse Verfolgung ab. So waren die meisten Städte nicht bereit, Ketzer zu verfolgen und hinzurichten, weil dadurch die öffentliche Ordnung gestört wurde. Darüber hinaus trug die starke finanzielle Belastung der Niederländer seit den Kriegen Karls V., die zuletzt durch die Auseinandersetzungen Habsburgs mit Frankreich gesteigert worden waren, zu dem Konflikt erheblich bei. Die Bevölkerung der Städte wurde mit Verbrauchssteuern auf Wein und Bier, einer Mehrwertsteuer auf Handelsumsätze und vor allem Zwangsanleihen belastet.
Im April 1566 forderte der Adel in einer Petition die endgültige Suspendierung der Ketzerverfolgung und eine Neuregelung der offenen Religionsfrage. Die religiösen Spannungen entluden sich im September in einem Bildersturm. In vielen Städten Flanderns und Brabants wurden Klöster und Kirchen zerstört. Der katholische Gottesdienst wurde eingestellt. Unter dem Druck der Ereignisse zeigte sich die Landvögtin Margarethe von Parma zunächst kompromissbereit und tolerierte die protestantische Predigt. Als Gegenleistung erhielt sie die Unterstützung des Hochadels, der unter Führung Wilhelms von Oranien die schlimmsten Gewaltausbrüche – wie die Ermordung des Klerus von Gorkum 1572 – zu verhindern suchte. Der König Philipp II. schickte Herzog Alba (1507–1582) mit Armee, Blutgericht und verschärfter Inquisition ins Land. Alle Zugeständnisse wurden rückgängig gemacht. Das kompromisslose Vorgehen Albas trieb auch die bisher gemäßigten Kräfte in den Aufstand. So übernahm Wilhelm I. von Oranien, eigentlich Philipps Statthalter in den Grafschaften von Holland, Zeeland und Utrecht, die Führung der Aufständischen. Jedoch gelang es angesichts der militärischen Erfolge der Spanier nur den Geusen, in Holland und Seeland einige Städte der spanischen Herrschaft zu entreißen und dauerhaft als Stützpunkte zu behaupten.
Je länger sich der Krieg hinzog, desto stärker gewann das auf Ausgleich bedachte Zentrum der Rebellen an Bedeutung. Durch eine Meuterei der spanischen Truppen und den Tod des Statthalters Don Luis Requesens (1573–1576) entstand ein Machtvakuum. Die Generalstaaten drängten auf Frieden und setzten diesen 1576 in der Genter Pazifikation durch. Nach dieser Vereinbarung sollten die abtrünnigen Provinzen Holland und Seeland in den Verband der 17 niederländischen Provinzen zurückkehren und mit diesen Frieden halten, während die fremden Truppen aus dem Land getrieben werden sollten. Damit schien ein Frieden in greifbare Nähe gerückt. 1577 rangen die Generalstaaten dem neuen Statthalter Don Juan (1576–1578), dem Halbbruder des Königs, den Abzug der spanischen Truppen ab. Aber nachdem die Spanier ein Friedensabkommen mit dem osmanischen Sultan schlossen und die amerikanische Silberflotte genügend Edelmetalle für die Kriegsfinanzierung anlandete, nahm der Statthalter Don Juan den Kampf gegen die protestantischen Provinzen wieder auf. Der Kampf endete mit der Niederlage der Generalstaaten in der Schlacht von Gembloux (1578) und leitete endgültig die Spaltung der 17 Provinzen ein.
Im Januar 1579 vereinigten sich die wallonischen Provinzen zur Union von Arras und schlossen einen Sonderfrieden mit dem spanischen König. Fast gleichzeitig schlossen sich die sieben niederländischen Provinzen (Holland, Zeeland, Groningen, Utrecht, Friesland, Gelderland und Overijssel) zur Utrechter Union zusammen, gründeten 1581 die Republik der Sieben Vereinigten Provinzen und setzten den spanischen König als Landesherren ab. Damit war die Spaltung des Landes eingeleitet.
In den Kernprovinzen Flandern und Brabant hatten calvinistische Kräfte in den Städten Gent, Brügge, Ypern, Antwerpen und Brüssel die Herrschaft übernommen und die Ausübung des katholischen Glaubens verboten. Bis 1585 wurden diese Städte aber von spanischen Truppen unter Alessandro Farnese erobert und damit die Grenzen zwischen dem Norden und Süden der Niederlande gebildet. Versuche der Oranier, Antwerpen zurückzugewinnen, schlugen fehl. So blieb der Status quo seit dem Ende des 16. Jahrhunderts unangetastet. Am 15. Mai 1648 kam es zur eigentlichen Geburtsstunde und damit Unabhängigkeit der Vereinigten Provinzen der Niederlande durch den Frieden von Münster im Rahmen der Westfälischen Friedensverhandlungen.

## Goldenes Zeitalter
Aus dem Achtzigjährigen Krieg gingen die Niederlande als eine Großmacht und führende Handelsnation hervor. Dem gingen im europäischen Mächtesystem grundlegende Umwälzungen voraus. Dabei verlagerte sich das ökonomische und politische Zentrum vom Süden Europas an Nordsee und Atlantik. Vor diesem Hintergrund vollzog sich in den Niederlanden ein Wandel in Wirtschaft, Gesellschaft und Kunst.
Zur Mitte des 17. Jahrhunderts hatten die Niederländer die bei weitem größte Handelsflotte Europas, mit mehr Schiffen als alle anderen Nationen zusammengenommen. Als „moedercommercie“, als Mutter der niederländischen Wirtschaft, galt der Handel mit dem Ostseeraum: die Niederländer transportierten baltisches Getreide und skandinavisches Holz nach England, Frankreich und Spanien und von dort wiederum Wein und Salz sowie Hering in die Länder des Baltikums. Nahezu konkurrenzlos waren die Niederländer, nachdem ein Schiffsbauer aus Hoorn 1595 die Fleute entwickelt hatte, ein Frachtschiff, das dank seiner einfachen Segelkonstruktion mit einer kleineren Besatzung auskam.
Der nächste Schritt auf dem Weg zu wirtschaftlicher Dominanz war die Eroberung des internationalen Gewürzhandels, der bis dahin in Händen der Portugiesen gelegen hatte. Seit 1595 rüsteten niederländische Handelsgesellschaften Flottenverbände zu den südostasiatischen Gewürzinseln (heute Indonesien) aus. 1602 schlossen sich diese Handelsgesellschaften zur Vereinigten Ostindischen Compagnie (VOC) zusammen, der ersten Aktiengesellschaft der Geschichte. Sie konnte weit mehr Kapital aktivieren als die portugiesische Krone und eroberte deshalb binnen weniger Jahrzehnte fast sämtliche portugiesische Handelsstützpunkte in Südostasien. Nach dem Vorbild der VOC wurde 1621 die Westindien-Kompanie gegründet, die zwischenzeitlich zum weltweit größten Sklavenhändler aufstieg, insgesamt aber weniger erfolgreich war. Wichtige Institutionen zur Förderung des niederländischen Handels waren die 1609 gegründete Amsterdamer Wechselbank, die erste große öffentliche Bank außerhalb Italiens, und die Amsterdamer Börse, die seit 1611 in einem eigenen repräsentativen Gebäude residierte. „Die Niederländer können mehr als die meisten anderen Nationen beanspruchen, die Globalisierung erfunden zu haben – samt allen Auswüchsen, die dazugehören“.
Die niederländische Wirtschaft stützte sich neben dem Handel auch auf die beiden anderen Wirtschaftssektoren, zum Beispiel auf den Heringsfang, den Walfang und die Bierbrauerei. Die Stadt Leiden galt als wichtigster europäische Standort der Textilindustrie; die blühende Landwirtschaft wurde in Gemälden von Paulus Potter und Albert Cuyp verherrlicht. Die Malerei bot etwa 700 professionellen Malern ein Auskommen.
Viele Niederländer genossen damals einen gewissen Wohlstand; das 17. Jahrhundert wurde in der niederländischen Geschichtsschreibung später Goldenes Zeitalter (gouden eeuw) genannt.
Die Republik wurde von einem Patriziat (Regenten) – bestehend aus wohlhabenden Bürgern und Adeligen, die im ausgehenden Mittelalter in die Städte einwanderten – regiert und nicht von einem König oder hohen Edelleuten. Die einflussreichsten unter ihnen waren die Regenten von Amsterdam, dank der ökonomisch und gesellschaftlich herausragenden Stellung ihrer Stadt Amsterdam und der Provinz Holland. Damit gingen die Niederlande einen anderen Weg als die absolutistisch regierten südlichen Niederlande. Im Prinzip hatte jede Stadt und jede Provinz ihre eigene Regierung und eigenen Gesetze und wurde von den miteinander verwandten Regenten beherrscht. Die Städte und Distrikte waren weitgehend unabhängig; dagegen standen die südlichen, katholischen Gebiete wie Brabant und Limburg unter der Zentralgewalt. Dieses aristokratisch-bürgerliche und föderale System behielt die Republik bei, auch wenn sie im 17. Jahrhundert im Vergleich zu der wachsenden Macht der absolutistischen Staaten als altmodisch erschien. Dieser Staatenbund funktionierte gut und war in den europäischen Kriegen dieser Zeit den Anforderungen gewachsen. Dennoch kam es im 17. Jahrhundert auch zu innenpolitischen Spannungen. Die Statthalter, die besonders in Kriegszeiten eine große Machtfülle besaßen, hatten im Verlauf des Achtzigjährigen Krieges für die Fortsetzung des Konfliktes gestimmt. So hatte Wilhelm II. sich 1648 gegen die von Andries Bicker und Cornelis de Graeff bewirkten Abschluss des Friedens von Münster mit Spanien gestellt, und in Geheimverhandlungen mit Frankreich versucht, sein Staatsgebiet unter eine zentrale Regierung zu stellen. Dazu griff er 1650 auch zum Mittel des Staatsstreichs. Als er nach nur drei Jahren Regierungszeit 1650 unerwartet starb und keinen Nachfolger hatte (sein Sohn Willem, der spätere König von England, wurde erst nach seinem Tod geboren), nutzten die Generalstände die Gelegenheit und schafften unter der Führung von Johan de Witt, Gaspar Fagel, Gillis Valckenier und Andries de Graeff die Funktion des Statthalters ab. Das Eeuwig edict (Jahrhunderterlass; wörtlich: Ewiger Erlass) beinhaltete den Sturz des Hauses Oranien-Nassau. Später sollte diese Zeit het Eerste Stadhouderloos Tijdperk – die erste statthalterlose Periode – genannt werden. In dieser Zeit war Johan de Witt, Ratspensionär von Holland, der einflussreichste niederländische Politiker. Er beherrschte mit der Hilfe seiner mächtigen Verwandten den niederländischen Regierungsapparat.

## Englisch-Niederländische Kriege

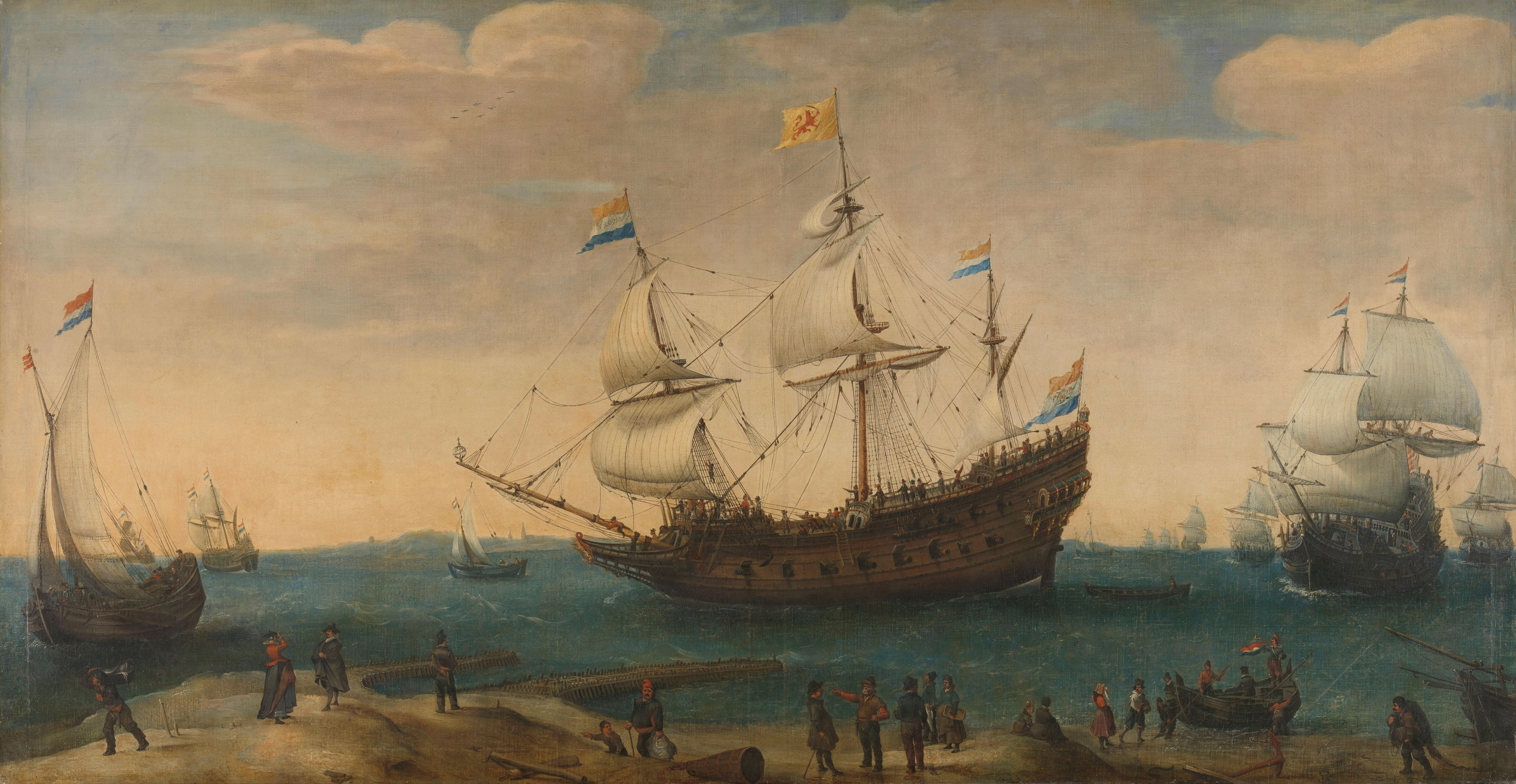
Ausfahrt der Ostindiensegler von Hendrick Cornelisz. Vroom um 1630–1640

Die aus dem Machtvakuum des frühen 17. Jahrhunderts zur Großmacht aufgestiegenen Niederlande mussten in der Zweiten Hälfte des 17. Jahrhunderts dann diese Position gegen das erstarkende England und Frankreich verteidigen, die die holländische Vormachtstellung streitig machten. Die erste Bedrohung ging von England aus. 1651 verhängte das englische Parlament die Navigationsakte, ein Gesetz, das sich gegen den niederländischen Zwischenhandel richtete, ohne die Niederlande explizit zu nennen. Das Gesetz sah vor, dass importierte Waren nur von Schiffen aus dem jeweiligen Ursprungsland der Waren nach England gebracht werden durften. Die Niederländer verschifften jedoch vor allem Waren aus Drittländern. Der Kampf um die Akte endete im Ersten Englisch-Niederländischen Krieg, der von 1652 bis 1654 dauerte und nach einem ungünstigen Verlauf für die holländische Flotte unter Admiral Maarten Tromp im Frieden von Westminster endete, worin die Navigationsakte anerkannt werden musste. Die Handelsstreitigkeiten der beiden Nationen waren mit diesem Friedensschluss jedoch nicht beigelegt. Besonders in den ausgedehnten Überseekolonien setzten sich die Feindseligkeiten zwischen den englischen und niederländischen Handelsgesellschaften fort, die selbst über Truppen und Kriegsschiffe verfügten. Die Niederländer legten ein größeres Schiffbauprogramm auf, um ihren Nachteil bei den Linienschiffen auszugleichen, den sie bei den Seeschlachten von Kentish Knock, Gabbard und Scheveningen zu spüren bekommen hatten.
1665 erklärten die Engländer den Niederländern erneut den Krieg (Zweiter Englisch-Niederländische Krieg). Bereits zuvor hatten sie niederländische Siedlungen in Nieuw Nederland angegriffen. Mit Unterstützung der Franzosen (die in der Zwischenzeit in die Spanischen Niederlande – heute Belgien – einmarschiert waren) erlangten die Niederländer die Oberhand. Nachdem der niederländische Admiral Michiel de Ruyter einen großen Teil der englischen Flotte auf der Themse zerstört hatte, schlossen Engländer und Niederländer 1667 den Frieden von Breda. Der Krieg war von Seiten der Vereinigten Niederlande zu einem Zeitpunkt beendet worden, als sie gerade in der vorteilhaftesten Position waren, weil die politische Entwicklung in den Spanischen Niederlanden sie dazu zwang. Der Friedensvertrag stellte deshalb einen Kompromiss dar. Das englische Kriegsziel, den niederländischen Handel zu zerstören und einen Teil desselben an sich zu bringen, war gescheitert. Doch dadurch, dass einerseits die Niederlande sich aus Nordamerika, andererseits England sich aus Suriname und Indonesien zurückgezogen hatte, trat eine echte Entspannung ein. Die Vereinigten Niederlande blieben die führenden Lieferanten von Muskatnuss und erhielten mit Niederländisch-Guayana eine neue Kolonie. Auch die Navigationsakte wurde zu Gunsten der Niederlande modifiziert. Jedoch verhinderten die Mäßigungen der niederländischen Seite nicht den nächsten Krieg mit England, der sich wenige Jahre später anbahnte.

## Rampjaar

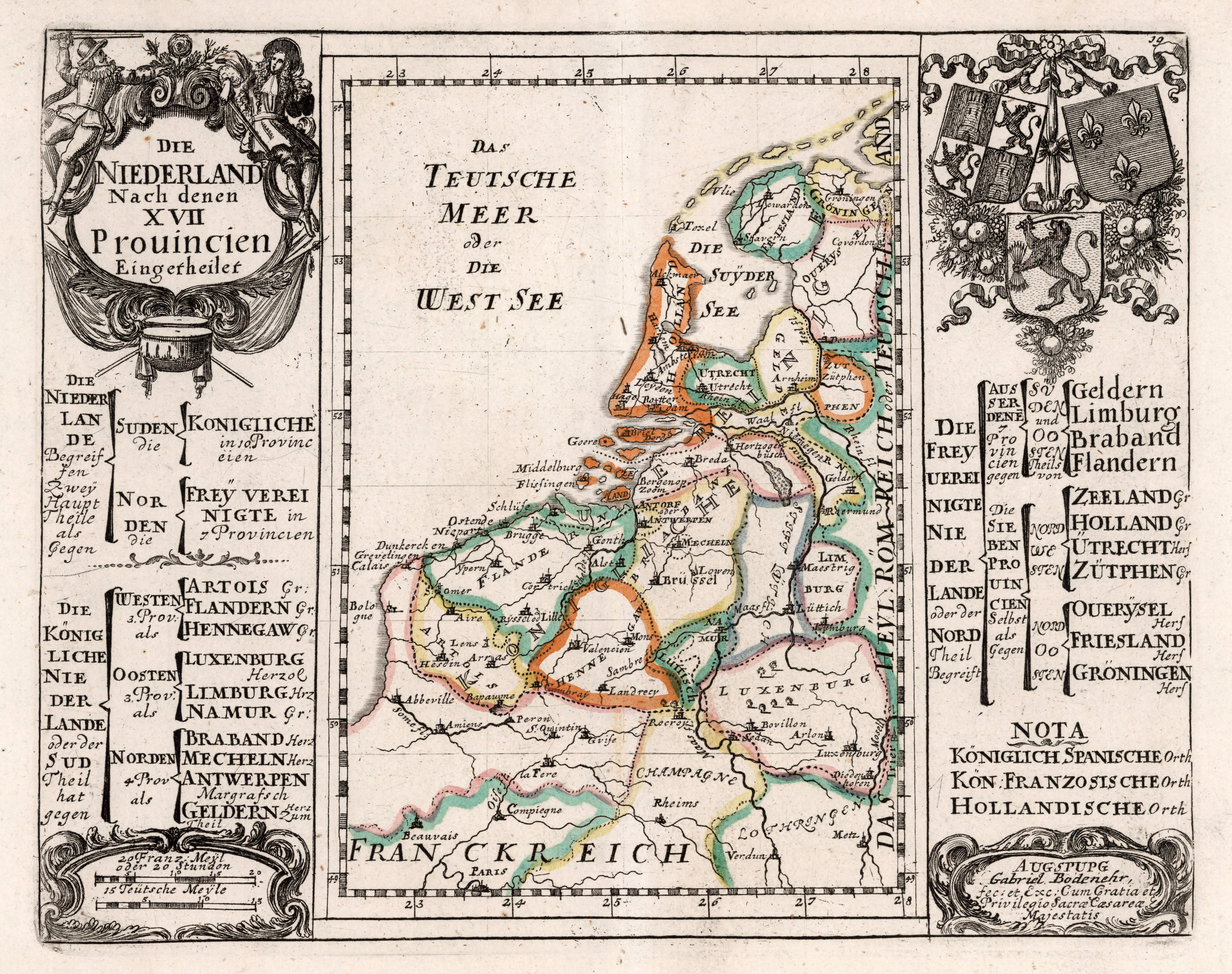
Karte der 17 Provinzen der Republik der Vereinigten Niederlande und der Österreichischen Niederlande aus dem Atlas Curieux (18. Jh.)

1672 ist in den Niederlanden als das Rampjaar, das Katastrophenjahr, bekannt: Nacheinander erklärten England (Dritter Englisch-Niederländischer Krieg), Frankreich, Münster und Kurköln, die eine Allianz gegen die Niederlande gebildet hatten, der Republik den Krieg (Holländischer Krieg). Frankreich, Kurköln und Münster marschierten in die Republik ein, während die Landung der Engländer an der Küste nur knapp verhindert werden konnte.
Vorausgegangen war ein diplomatischer Wandel im Verhältnis zwischen den Niederlanden und Frankreich. Nachdem Frankreich die Niederlande schon seit langer Zeit im Kampf gegen Spanien unterstützt hatte, gingen beide Mächte 1662 schließlich ein Defensivbündnis ein. Ludwig XIV. war darauf bedacht, die Unterstützung der Vereinigten Niederlande für eine Eroberung der Spanischen Niederlande zu erhalten und strengte deshalb Verhandlungen an. In den Generalstaaten befürchtete man ein Zusammengehen von England und Frankreich, wenn man auf die französischen Angebote nicht einging. Der einflussreiche holländische Ratspensionär Johan de Witt (1625–1672) schlug vor, die Spanischen Niederlande gemeinsam aufzuteilen. Solche Pläne wurden bereits seit 1663 diskutiert. Doch der Anteil, den Ludwig XIV. für sich einforderte, schreckte de Witt ab und der Vertrag wurde nie abgeschlossen. 1667/68 führte dann der französische König Ludwig XIV. im Alleingang den sogenannten Devolutionskrieg gegen Spanien, um Teile der Spanischen Niederlande zu erobern. Dabei operierten die französischen Truppen so erfolgreich, dass sich im Januar 1668 eine Koalition aus England, Schweden und den Niederlanden, die sogenannte Tripelallianz, bildete, die Frankreich mit einer gemeinsamen Kriegserklärung gedroht hatte, falls dieses den Eroberungszug nicht einstellte. Der schnelle französische Vormarsch hatte die Vereinigten Niederlande sehr beunruhigt. Zwar waren auch sie eigentlich Feinde der spanischen Monarchie, doch „ein inaktives und müdes Spanien stellte für sie einen besseren Nachbarn dar als ein mächtiges und aggressives Frankreich.“ Sie wollten die Spanischen Niederlande als eine Art „Pufferstaat“ unbedingt erhalten. König Ludwig XIV. hatte daraufhin am 2. Mai 1668 widerwillig den Frieden von Aachen unterzeichnen müssen. Da der französische König vor allem die Vereinigten Niederlande für das Zustandekommen der Tripelallianz verantwortlich machte und sich persönlich von dem ehemaligen Verbündeten betrogen fühlte, richtete sich seine Politik in den folgenden Jahren vor allem gegen diese.
Die Franzosen drangen beinahe ungehindert über Lüttich und Kleve nach Gelderland vor und nahmen Utrecht ein. Der am Anfang des Krieges als Generalkapitän eingesetzte Wilhelm III. von Oranien konnte eine vollständige Niederlage nur verhindern, indem er gezielt Schleusen und Dämme öffnen ließ, um so das Land zu überfluten und den Vormarsch der Franzosen zu stoppen. Hollands vormals allmächtiger Ratspensionär Johan de Witt mitsamt seinem Bruder Cornelis wurden von einer von oranischen Parteigängern aufgehetzten Volksmenge in Den Haag gelyncht. Mit Hilfe anderer deutscher Staaten konnten die Niederländer die Invasoren zurücktreiben, worauf mit Kurköln und Münster 1674 Friede geschlossen wurde, nachdem England im Zweiten Frieden von Westminster ebenfalls nach mehreren Niederlagen in den Friedensschluss einwilligte. 1678 wurde mit dem Vertrag von Nimwegen auch Frieden mit Frankreich geschlossen, obgleich die spanischen und deutschen Verbündeten sich durch den in Nijmegen unterzeichneten Frieden betrogen fühlten.
Wilhelm III. beendete nicht nur den Krieg, sondern heiratete auch 1677 Maria, eine Nichte des englischen Königs, und leitete so ein niederländisch-englisches Verteidigungsbündnis ein. Als sein inzwischen zum König gekrönter Schwiegervater Jakob II. (1685–1688) die Rekatholisierung Englands vorantrieb, rief das englische Parlament Wilhelm III. zur Hilfe und bot ihm in der Glorious Revolution die Königskrone an. Von nun an wurden England und die Niederlande zum Zentrum der antifranzösischen Koalitionen.
Während der Friedensschlüsse von Nimwegen (1678) und von Rijswijk (1697), der den Neunjährigen Krieg beendete, erreichte die niederländische Außenpolitik ihren Höhepunkt.
Aus dem Spanischen Erbfolgekrieg (1700–1713) ging die Niederländische Republik als eine mittelgroße Macht hervor, die sich auf das Wahren des Vorhandenen beschränken musste. Obwohl die Niederlande finanziell die Hauptlast und die niederländischen Truppen einen erheblichen Teil der Verluste getragen hatte, wurde deutlich, dass die Niederlande zu klein waren, um die Rolle einer Seemacht oder Landmacht dauerhaft zu spielen. Wirtschaftlich büßten die Niederlande einen Teil der auswärtigen Märkte für ihre Erzeugnisse ein. Im Inneren gab ein politisches Machtvakuum den partikularen Mächten auftrieb. So wird das 18. Jahrhundert oft als die Zeit des Stillstands bzw. des politischen und wirtschaftlichen Niedergangs der Republik bezeichnet. Durch einen strikten Neutralitätskurs gelang es ihr, sich aus den meisten Konflikten des 18. Jahrhunderts herauszuhalten.
Zur Meuterei auf der Nijenburg kam es 1763.

## Französische Herrschaft seit 1795

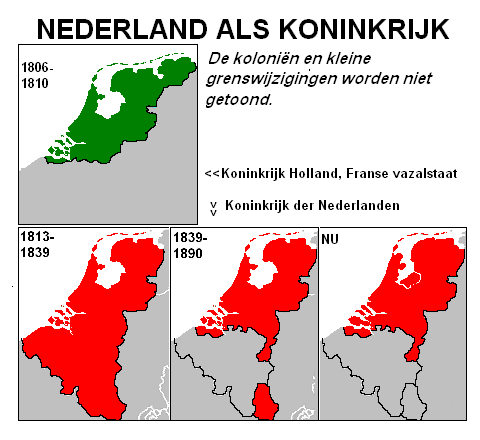
Territoriale Entwicklung 1806 bis heute

Ende des 18. Jahrhunderts wuchs die Unruhe in den Niederlanden. Zwischen den Orangisten, die Wilhelm V. von Oranien mehr Macht verleihen wollten, und der republikanischen Bewegung Patriotten (deutsch: Patrioten), die unter dem Einfluss der Amerikanischen und Französischen Revolution eine demokratischere Regierung einforderten, entstanden Kämpfe. Die Niederlande waren das erste Land, das die Vereinigten Staaten von Amerika anerkannte. Großbritannien erklärte den Krieg, bevor das Land sich der Gruppe der Neutralen anschließen konnte, die sich gegenseitige Unterstützung schworen. Der Vierte Englisch-Niederländische Krieg (1780–1784) war wieder ein Desaster für die Niederlande, besonders ökonomisch. 1785 entflammte eine Revolte der republikanischen Bewegung Patriotten. Daraufhin rief das Haus Oranien-Nassau seine preußischen Verwandten zu Hilfe, um die Revolte niederzuschlagen. Dies geschah mit dem Einmarsch preußischer Truppen 1787. Viele Mitglieder der republikanischen Bewegung Patriotten flohen aus dem Land nach Frankreich.
Nach der Französischen Revolution marschierte die französische Armee in die Niederlande ein und verhalf der Batavischen Republik (1795–1806) zu ihrem kurzen Dasein. Der französische Einfluss war stark, und nachdem Napoleon an die Macht gekommen war, vereinigte er die Niederlande und einen kleinen Teil Deutschlands (Ostfriesland, Jever) unter dem Königreich Holland, welches er von seinem Bruder Louis Bonaparte als König regieren ließ. Auch dieses Königreich währte nicht lange, da Napoleon bemängelte, dass sein Bruder die niederländischen Interessen vor die französischen stellte, woraufhin er die Niederlande 1810 dem französischen Reich einverleibte. Die französischen Interessen verlangten eine Beteiligung des Königreiches Holland an der Kontinentalsperre, die aber in den Niederlanden wie auch in anderen Küstengebieten durch Schmuggel oftmals unterlaufen wurde.
Das Haus Oranien-Nassau schloss im Jahre 1796 einen Vertrag mit Großbritannien, in dem es diesem seine Kolonien in „Sicherungsverwahrung“ überantwortete und den Gouverneuren der Kolonien Anweisung gab, sich der Herrschaft der Briten zu beugen. Damit verloren die Niederlande einen großen Teil ihres Kolonialreiches: Guyana und Ceylon wurden britisch; die Kapkolonie wurde zwar auf dem Papier an die Niederlande zurückgegeben, doch schon 1806 erneut, nun endgültig, von den Briten übernommen. Die übrigen Kolonien, einschließlich Indonesien, fielen nach dem Britisch-Niederländischen Vertrag von 1814 an die Niederlande zurück. Drei Jahre zuvor war es zu einer kriegerischen Auseinandersetzung beider Nationen um die Insel Java gekommen.

## Königreich der Vereinigten Niederlande

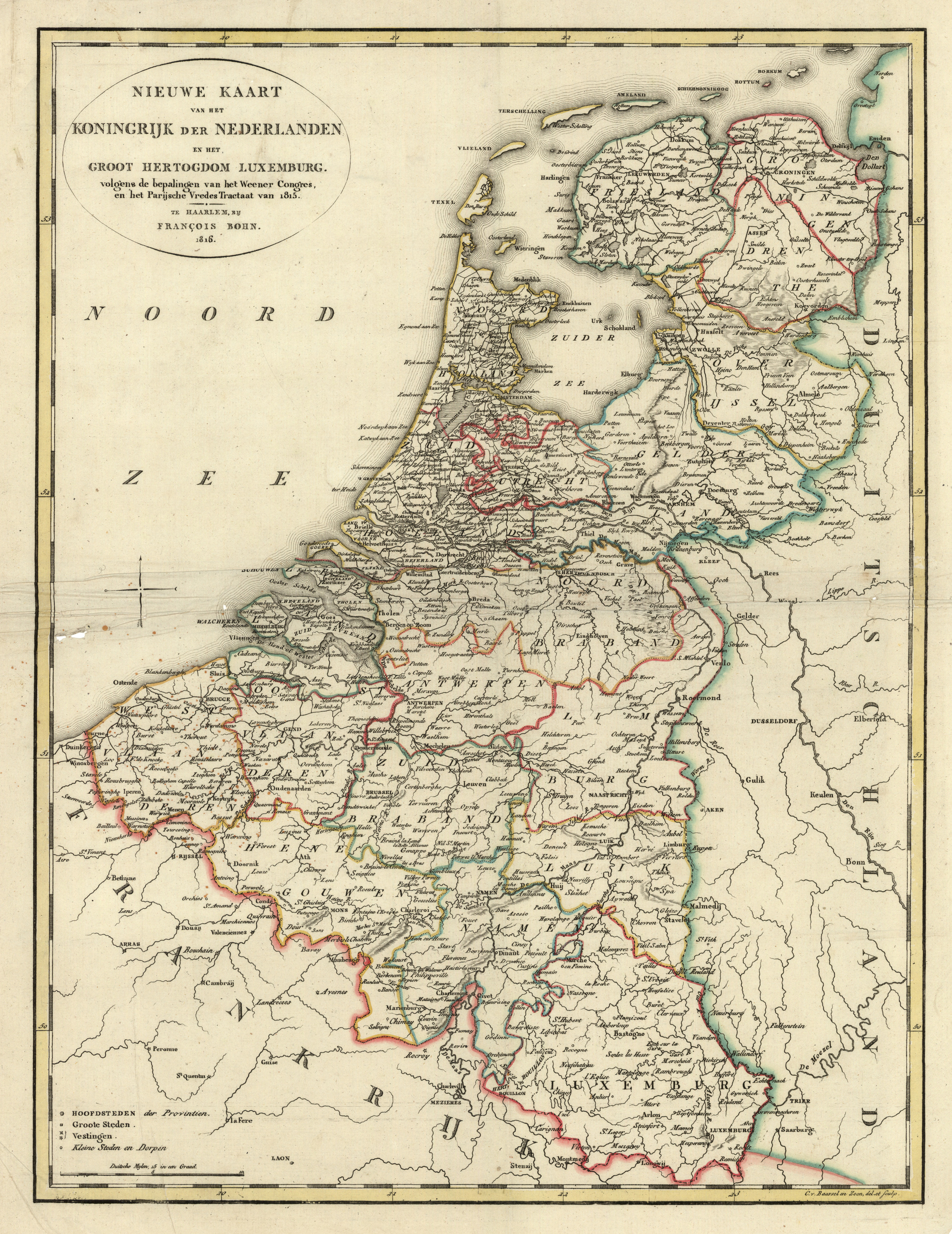
Das Vereinigte Königreich der Niederlande umfasste im Wesentlichen die heutigen Niederlande und Belgien, bestand aber nur vom Wiener Kongress 1815 bis zur Belgischen Revolution 1830.

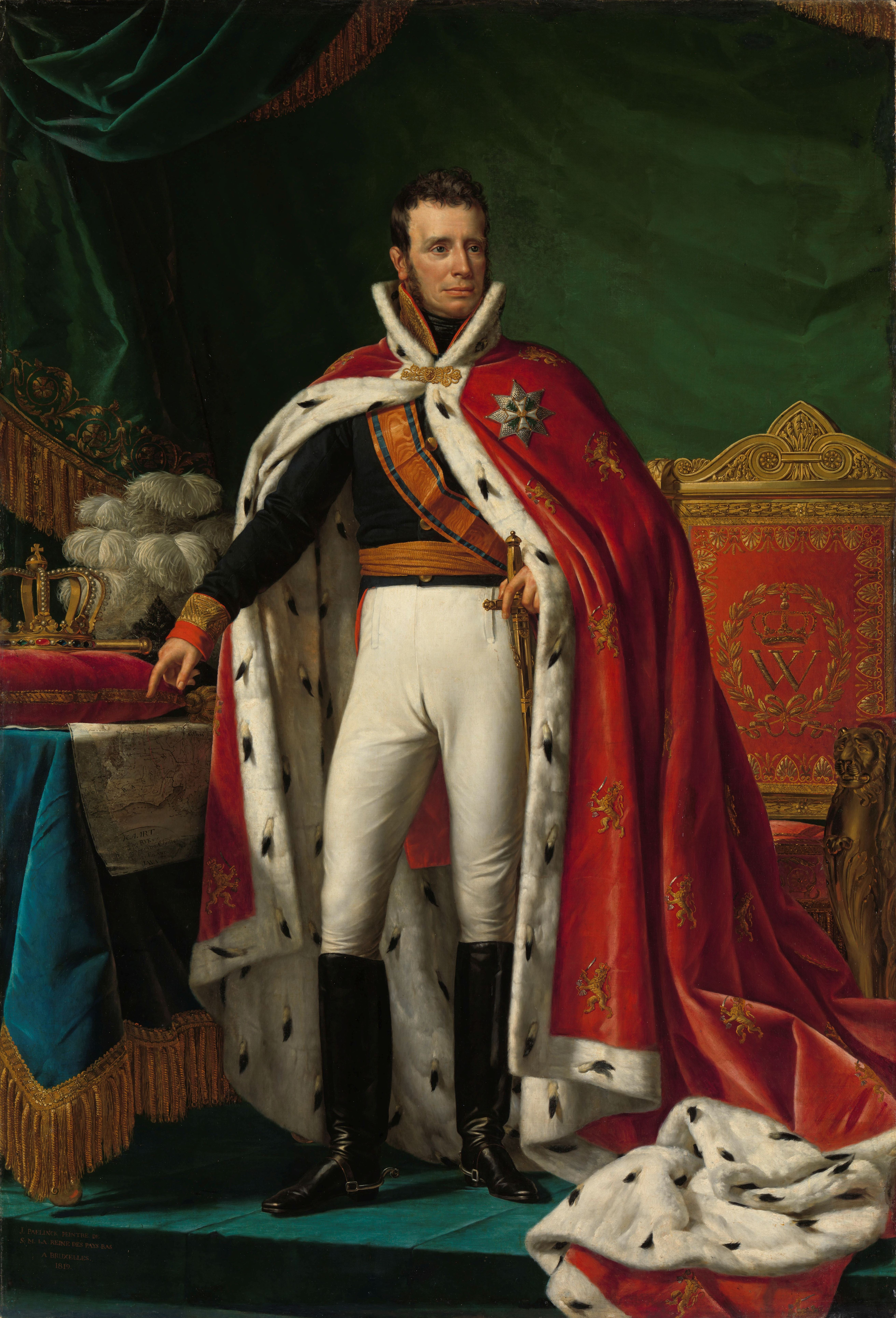
König Wilhelm I. der Niederlande (1815), der von 1815 bis 1840 herrschte.

Nach der napoleonischen Zeit kamen die Niederlande wieder als Staat auf die Karte Europas zurück. Das Land hat schon immer eine Rolle als Puffer gespielt, um dem französischen Expansionsdrang Einhalt zu gebieten. Insbesondere der russische Zar wollte, dass diese Rolle von den Niederlanden wieder aufgenommen werden sollte, und auch, dass die Kolonien wieder zurückgegeben werden sollten. Ein Kompromiss wurde mit den Briten auf dem Wiener Kongress 1815 geschlossen, wonach nur Niederländisch-Indien wiedergegeben wurde, dafür aber der Norden und Süden der Niederlande wiedervereinigt werden sollte.
Am 2. Dezember 1813 proklamierten die Niederlande ihre Unabhängigkeit von französischer Herrschaft und den am 30. November zurückgekehrten Wilhelm Friedrich, Prinz von Oranien-Nassau als souveränen Fürsten. Er war der Sohn des letzten Statthalters Wilhelm V. Das Land wurde 1814/15 eine Monarchie. König wurde der Oranierprinz als Wilhelm I. Sein Königreich der Vereinigten Niederlande bestand seit 1815 aus den Ländern, die heute die Niederlande und Belgien bilden; hinzu kam Luxemburg, dessen Großherzog Wilhelm war.
Viele Belgier empfanden sich als Untertanen zweiten Ranges, aus den folgenden Gründen:
- Konfession: der vorherrschend katholische Süden gegen den mehrheitlich protestantischen Norden;
- Wirtschaft: der Süden war industriell fortgeschrittener, der Norden traditionell eine Handelsnation;
- Sprache: nicht nur Wallonien war französischsprachig, auch im flämischen Norden sprach die Oberschicht französisch, während die übrige flämische Bevölkerung Niederländisch bzw. einen niederländischen Dialekt sprach.

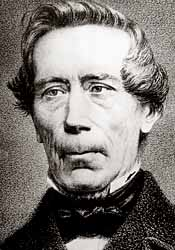
Johan Rudolf Thorbecke (1798–1872), liberaler Staatsmann.

1830 eskalierte die Situation; der Süden erhob sich in der belgischen Revolution und erklärte sich vom Norden unabhängig. Wilhelm entsandte eine Armee, die sich allerdings nach nur wenigen Tagen zurückziehen musste, nachdem Frankreich sein Heer mobilisiert hatte. Allerdings erkannte er Belgien bis 1839 nicht an.

## Die Niederlande von der Unabhängigkeit Belgiens bis zum Zweiten Weltkrieg
Im Jahr 1848 brachen vielerorts in Europa Unruhen aus. Das Ergebnis war auch in den Niederlanden bedeutend. Der liberale Staatsrechtler Johan Rudolf Thorbecke wurde vom König beauftragt, die Verfassung der Niederlande zu reformieren. Durch die Einführung der Ministerverantwortlichkeit – genauer gesagt: die Pflicht der Regierung, dem Parlament Auskünfte zu erteilen – wurde das später sich etablierende parlamentarische System ermöglicht. Der Parlamentarismus – de facto wählt das Parlament die Regierungsmitglieder aus – hat sich endgültig 1866/68 etabliert.

Bei der Verfassungsänderung 1848 erhielten die Katholiken in den Niederlanden das Recht auf freie kirchliche Organisation. 1853 wurden die historischen katholischen Bistümer wiederhergestellt.

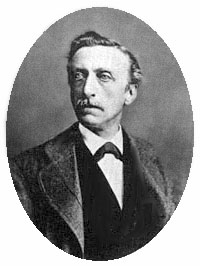
Eduard Douwes Dekker, der unter dem Pseudonym Multatuli schrieb.

Am Ende des 19. Jahrhunderts, als viele Staaten Kolonien für sich beanspruchten, erweiterten die Niederlande ihre Besitzungen in Niederländisch-Indien (dem heutigen Indonesien). Max Havelaar von Eduard Douwes Dekker, eines der berühmtesten Bücher in der niederländischen Literaturgeschichte, berichtet über die Ausbeutung des Landes und seiner Bewohner durch Niederländer und einheimische Herrscher.
Nach einer Verfassungsänderung 1884 konnte das Wahlrecht ausgeweitet werden. 1917 erhielten in einer weiteren Verfassungsänderung alle Männer das Wahlrecht.
Gleichzeitig wurde das Mehrheitswahlrecht in Einerwahlkreisen durch ein Listensystem mit Verhältniswahl ersetzt. Die erste Wahl unter diesen neuen Bedingungen fand am 3. Juli 1918 statt. Am 5. Juli 1922 durften erstmals auch Frauen wählen.

### Erster Weltkrieg
Nachdem der Erste Weltkrieg im August 1914 ausbrach, schafften die Niederlande es mit Mühe, die Neutralität zu wahren. Sie wurden nicht wie Belgien besetzt. Die Niederlande waren zu Lande von Deutschland eingeschlossen, auf der Nordsee herrschte die Royal Navy. Der Einfall Deutschlands in das ebenfalls neutrale Belgien führte zu einer Flüchtlingswelle von mehreren hunderttausend Menschen nach den Niederlanden, von denen 100.000 dauerhaft im Land blieben. Die deutsche Besatzungsmacht in Belgien errichtete an der Grenze zu den Niederlanden ab 1915 tödliche Elektrozäune. Die Niederlande waren in einer schwierigen Lage: Güterlieferungen an die eine Partei wurden von der anderen leicht als Verletzung der Neutralität angesehen. Auch weil die zivile Seefahrt auf der Nordsee unsicher geworden war, wurden viele Nahrungsmittel knapp und nur noch gegen Lebensmittelkarten ausgegeben. Ein Fehler in der Lebensmittelzuteilung verursachte den sogenannten Aardappeloproer (Kartoffelaufruhr) in Amsterdam (28. Juni bis 5. Juli 1917), als Zivilisten Nahrungsmittelvorräte für Soldaten plünderten. Das Land bot Tausenden aus dem Kampfgebiet geflüchteten französischen, englischen, deutschen und auch einigen russischen Kriegsgefangenen Zuflucht.

### Zwischenkriegszeit
Im November 1918 rief der Führer der Sociaal-Democratische Arbeiders Partij (SDAP, Sozialdemokratische Arbeiterpartei), Pieter Jelles Troelstra eine sozialistische Revolution aus, die jedoch scheiterte und für längere Zeit die Sozialisten von der politischen Teilhabe ausschloss. Trotz der Einführung der Verhältniswahl änderte sich im politischen Leben noch relativ wenig: Weiterhin dominierten die konfessionellen Parteien. Es wurde als bedeutsame Neuigkeit angesehen, dass 1918 der erste Katholik Ministerpräsident wurde. Die Sozialisten kamen erstmals 1939 in die Regierung.
Kommunisten (Communistische Partij van Holland) und Nationalsozialisten (Nationaalsocialistische Beweging) blieben im internationalen Vergleich schwach.
Nach der Machtergreifung der Nationalsozialisten im Nachbarland Deutschland flüchteten von 1933 bis 1939 ca. 50.000 politisch oder als Juden verfolgte Menschen in die Niederlande. Etwa die Hälfte von ihnen blieb dort. Vor allem in den Jahren 1938 und 1939 erschwerte die niederländische Regierung den Zutritt von Flüchtlingen mehr und mehr.

## Zweiter Weltkrieg

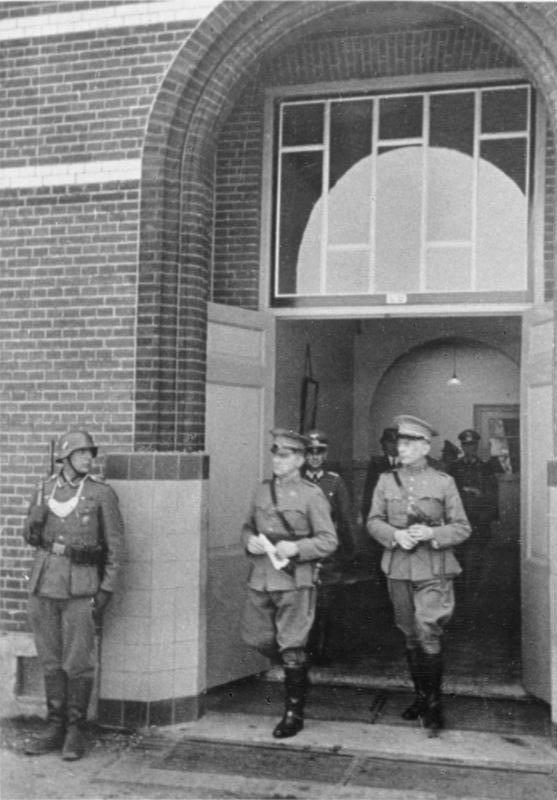
Kapitulation der Niederlande am 15. Mai 1940, unterzeichnet von General Winkelman

### Mai 1940 – Deutsche Besetzung
Nach dem deutschen Überfall auf Polen am 1. September 1939 und den folgenden Kriegserklärungen Großbritanniens und Frankreichs an Deutschland hatten die neutralen Niederlande gehofft, wie im Ersten Weltkrieg nicht in den Krieg hineingezogen zu werden. Die Regierungen der Niederlande hatten seit der Machtergreifung Hitlers teilweise Verständnis für die aggressive deutsche Außenpolitik bekundet, weil auch sie die Regelungen des Versailler Vertrages gegenüber Deutschland als zu hart empfunden hatten. Sie hatten sich darauf konzentriert, die wirtschaftlichen Beziehungen auszubauen und gute Beziehungen zum Deutschen Reich zu pflegen. In den 1930er Jahren hatten die Niederlande mehrfach Erklärungen abgegeben, dass sie sich in einem Konflikt neutral verhalten wollten und von potenziell kriegsführenden Parteien erwarteten, dass sie diese Haltung respektieren würden. Den Niederländern war offenbar nicht bewusst, dass die Kriegsführung zwischen Staaten sich durch den modernen Luftkrieg verändert hatte. Das niederländische Territorium war sowohl für Großbritannien als auch für Deutschland eine mögliche Basis für Luftangriffe gegen den anderen Staat.
Am 7. November 1939 hatte Königin Wilhelmina noch zusammen mit Leopold dem Dritten von Belgien den Vorschlag einer Friedensvermittlung gemacht, den Großbritannien und Frankreich nicht ernst genommen hatten. Deutschland hielt ihn sogar für störend, denn Hitler hatte gleichzeitig mit dem geplanten Angriff gegen Frankreich und England schon am 13. Oktober 1939 den dazu gehörenden Überfall auf die Niederlande, Belgien und Luxemburg als „Fall Gelb“ erstmals in die Wege geleitet.
Am 10. Mai 1940 überfiel die Wehrmacht die Niederlande und Belgien und besetzte den Großteil der Niederlande in wenigen Tagen. Die kleine und schwach ausgerüstete niederländische Armee konnte nur wenig Widerstand leisten. Ein deutscher Plan, die niederländische Regierung, den Oberbefehlshaber der Streitkräfte Henri Winkelman und die Königin Wilhelmina in einer Kommandoaktion zu verhaften, misslang. Die niederländische Regierung, die eine Niederlage befürchtete, schickte schon am 10. Mai den niederländischen Außenminister Eelco van Kleffens und den Kolonialminister Charles Welter im Auftrag des Premierministers nach London, um das Exil von Königshaus und Regierung vorzubereiten. Am 13. Mai emigrierten die königliche Familie und die restliche Regierung. Die exekutive Befehlsgewalt war vorher an den General Henri Winkelman übertragen worden.
Am 14. Mai gab es nur noch wenige Kriegsschauplätze, unter anderem bei Rotterdam. Die Wehrmachtführung beschloss, mit einem Luftangriff auf Rotterdam die Kapitulation der Niederlande zu erzwingen. Die Bomber starteten noch während der Verhandlungen zwischen einer niederländischen und deutschen Delegation über die Beendigung der Kampfhandlungen. Als die niederländische Verhandlungsdelegation zustimmte, war es bereits zu spät, den Bomberpiloten einen Abbruch des Angriffs zu befehlen. Bei dem Angriff starben 800 Menschen. 25.000 Wohnungen wurden zerstört und 78.000 Einwohner wurden obdachlos. Danach kapitulierten die Niederlande. In Großbritannien bildete sich eine niederländische Exilregierung unter Pieter Gerbrandy, der im September 1940 seinen Vorgänger Dirk Jan de Geer ablöste. Ohne die Kontrolle durch das niederländische Parlament nahm der Einfluss Wilhelminas auf die Regierungsgeschäfte zu. Bereits einen Tag nach Beginn ihres Londoner Exils wandte sie sich über den offiziellen Regierungssender Radio Oranje mit einer Proklamation an ihr Volk, in der sie die Niederländer zum fortgesetzten Widerstand gegen die Besatzungsmacht aufforderte und ihre Überzeugung zum Ausdruck brachte, dass das Land schon bald wieder befreit werden würde. In Ermangelung einer parlamentarischen Legitimation war es der Exilregierung nicht möglich, tatsächliche Gesetze zu verabschieden. Stattdessen wurden lediglich königliche Beschlüsse, die sogenannten wetsbesluiten (wörtlich: „Rechtsakten“) erlassen, die sich vornehmlich mit dem Widerstand gegen Deutschland und der Kriegsführung gegen Japan in Asien sowie mit dem Wiederaufbau der Gesellschaft nach der Befreiung der Niederlande befassten. Die wichtigsten Beschlüsse wurden dabei meist von der Königin und allen Ministern unterzeichnet.
General Friedrich Christiansen war vom 29. Mai 1940 bis zum 7. April 1945 Wehrmachtbefehlshaber in den besetzten Niederlanden und vom 10. November 1944 bis 28. Januar 1945 zugleich auch Oberbefehlshaber der dort eingesetzten 25. Armee. Christiansen wurde nach dem Krieg gefangen genommen und im August 1948 von einem Sondergericht in Arnheim in der Strafsache Putten wegen eines Kriegsverbrechens (Niederbrennen eines Dorfes und Deportation von 602 Männern) zu 12 Jahren Haft verurteilt. Im Dezember 1951 wurde er begnadigt.

### Deutsche Besetzung und Judenverfolgung

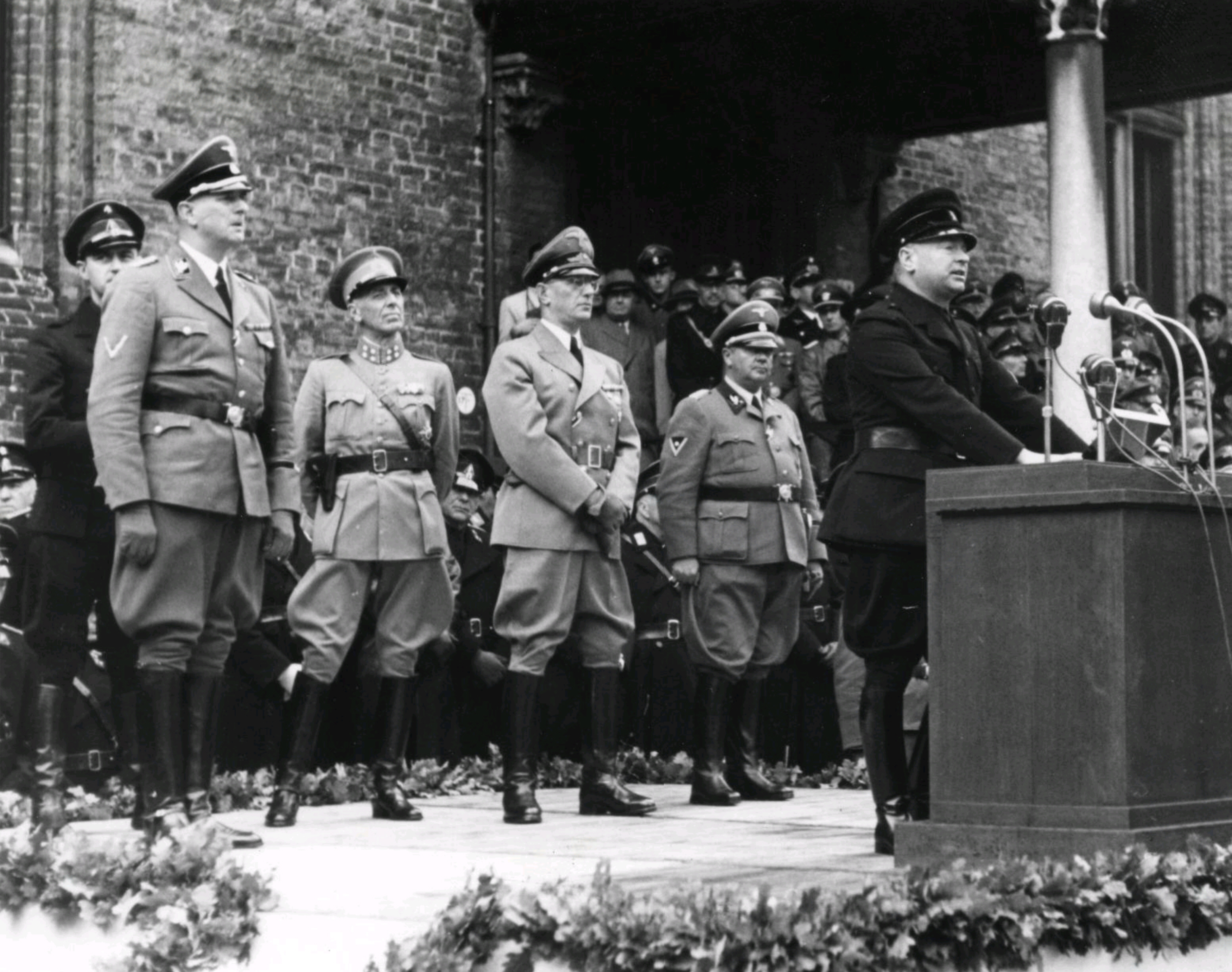
Hanns Albin Rauter, Hendrik Alexander Seyffardt (NSB), Seyß-Inquart, Wilhelm Harster und Anton Mussert (NSB), 11. Oktober 1941

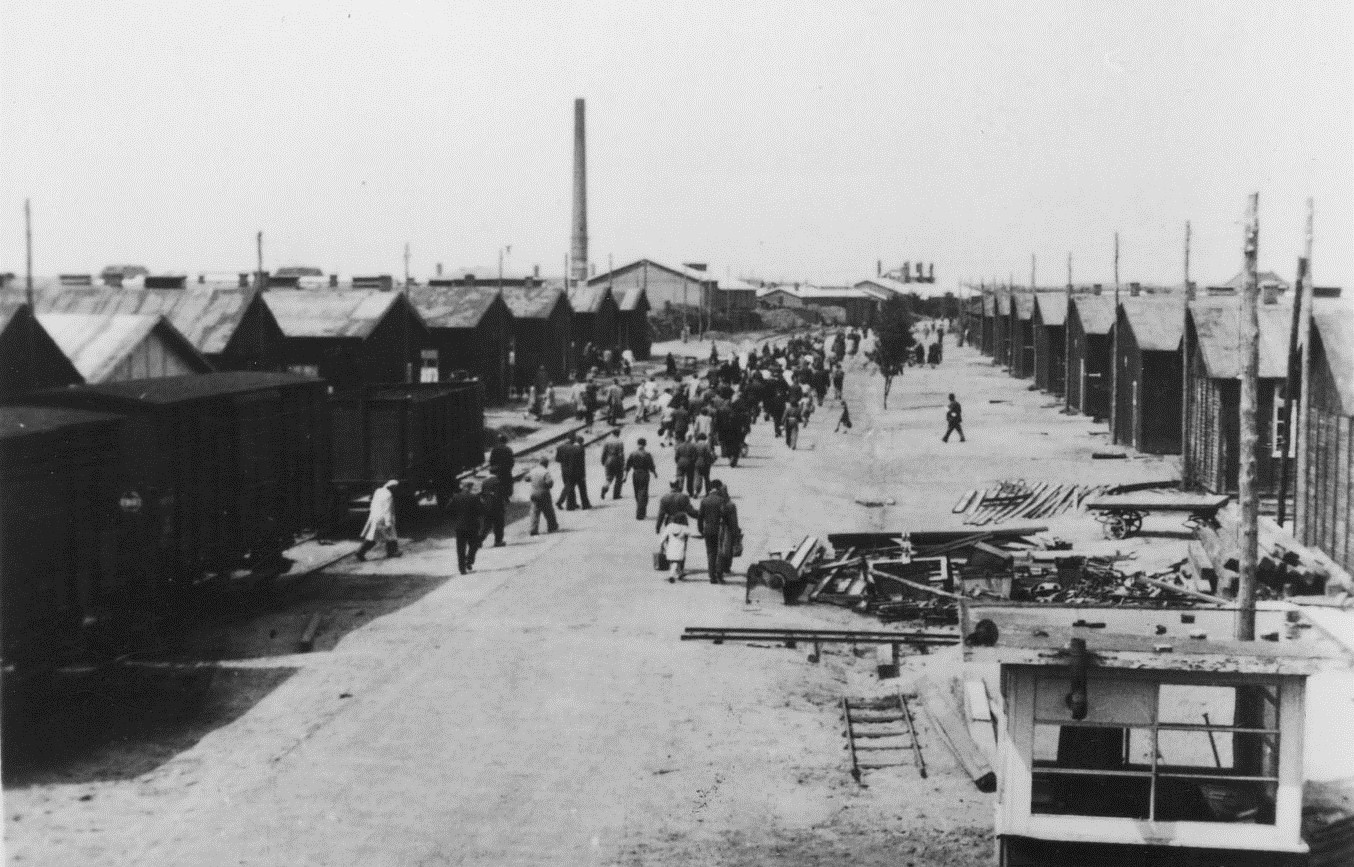
Hauptstraße von Westerbork, ca. 1944

Am 18. Mai 1940 ernannte Hitler Arthur Seyß-Inquart zum Reichskommissar für die Niederlande. Er führte eine inländische Arbeitspflicht ein, um die Zivilbevölkerung (entgegen der Haager Landkriegsordnung) militärische Strukturen wie z. B. den Atlantikwall bauen zu lassen. Etwa 475.000 Niederländer wurden zur Zwangsarbeit ins Deutsche Reich verbracht und bei ihrer späteren Heimkehr als Kollaborateure angesehen. Er organisierte mit der niederländischen Bürokratie die Ausgrenzung, Konzentration, den Vermögensentzug (Arisierung zugunsten deutscher Banken und Konzerne) und die Deportation der rassisch verfolgten Juden, Sinti und Roma im Rahmen der Endlösung.
Zu Beginn des Krieges lebten in den Niederlanden 160.000 Menschen jüdischer Abstammung, einschließlich 20.000 aus den Nachbarländern eingewanderter jüdischer Flüchtlinge. Ab 1942 wurde das 1939 errichtete Flüchtlingslager Durchgangslager Westerbork von den deutschen Besatzern als Konzentrationslager (Sammel- und Transitlager) hauptsächlich zum Weitertransport in das Vernichtungslager Auschwitz genutzt. Weitere Lager auf niederländischem Boden waren das 1941 errichtete Durchgangslager Amersfoort und das KZ Vught südlich von Herzogenbusch. In Doetinchem und Barneveld wurden die Villa Bouchina, De Schaffelaar und De Biezen zum Teil unter niederländischer Kollaboration als Internierungslager genutzt. Am Ende des Krieges lebten nur noch etwa 30.000 der niederländischen Juden.
Unter den Ermordeten befand sich auch das jüdische Flüchtlingsmädchen Anne Frank aus Frankfurt am Main; das „Tagebuch der Anne Frank“ wurde später weltweit bekannt. Mit 112.000 Ermordeten starben ungefähr 75 Prozent der niederländischen Juden, prozentual viel mehr als in anderen westeuropäischen Ländern. Ihre zurückgelassenen Habseligkeiten wurden während der M-Aktion ins Reich verbracht; Kunstsammlungen und ganze Bibliotheken wie die Bibliotheca Rosenthaliana und die Bibliothek der sephardischen jüdischen Gemeinde ebenfalls.
Am 22. und 23. Februar 1941 wurden nach der ersten groß angelegten Razzia mehr als 400 jüdische Männer ins KZ Mauthausen verschleppt. Die niederländischen Kommunisten riefen daraufhin einen Generalstreik aus, der als „Februarstreik“ in die Geschichtsbücher einging. Die Besatzungstruppen schlugen den Streik, der in ganz Nordholland stattfand, blutig nieder.
Im Juli 1940 gründeten drei Männer, darunter der spätere Ministerpräsident Jan de Quay, eine Nederlandse Unie. Sie akzeptierte die Besatzung als nicht änderbare Tatsache und versprach die Zusammenarbeit mit den Besatzern, sollte aber auch einen Zulauf zur Nationaal-Socialistische Beweging (NSB) verhindern. 1941 allerdings wurde die Unie verboten, weil sie antideutsche Gefühle anzog. Sie konnte ihre selbstgestellte Rolle als ausgleichende Kraft nicht erfüllen. So hatte sie aus Vorsicht Juden „empfohlen“, nicht Mitglied zu werden. Außerdem wurde ihr nach dem Krieg Kollaboration und Defätismus vorgeworfen.
Nach dem Verbot aller Parteien im Verlaufe des Jahres 1941 stieg der Einfluss der NSB leicht an. Die Regierungsgewalt blieb allerdings in den Händen der Besatzer, doch die Beliebtheit in der Bevölkerung war sehr begrenzt. Begrenzt war aber auch die Bereitschaft, aktiv Widerstand zu leisten. Der Historiker Chris van der Heijden schrieb 2001, nach dem Krieg habe es eine weitverbreiteten Einteilung in eine gute widerständige Mehrheit und eine kleine kollaborierende Minderheit gegeben; tatsächlich sei es aber eine „graue Vergangenheit“ gewesen. Die meisten Niederländer mussten sich auf die eine oder andere Weise mit den Besatzern arrangieren.

### Alliierter Vormarsch und Hungerwinter

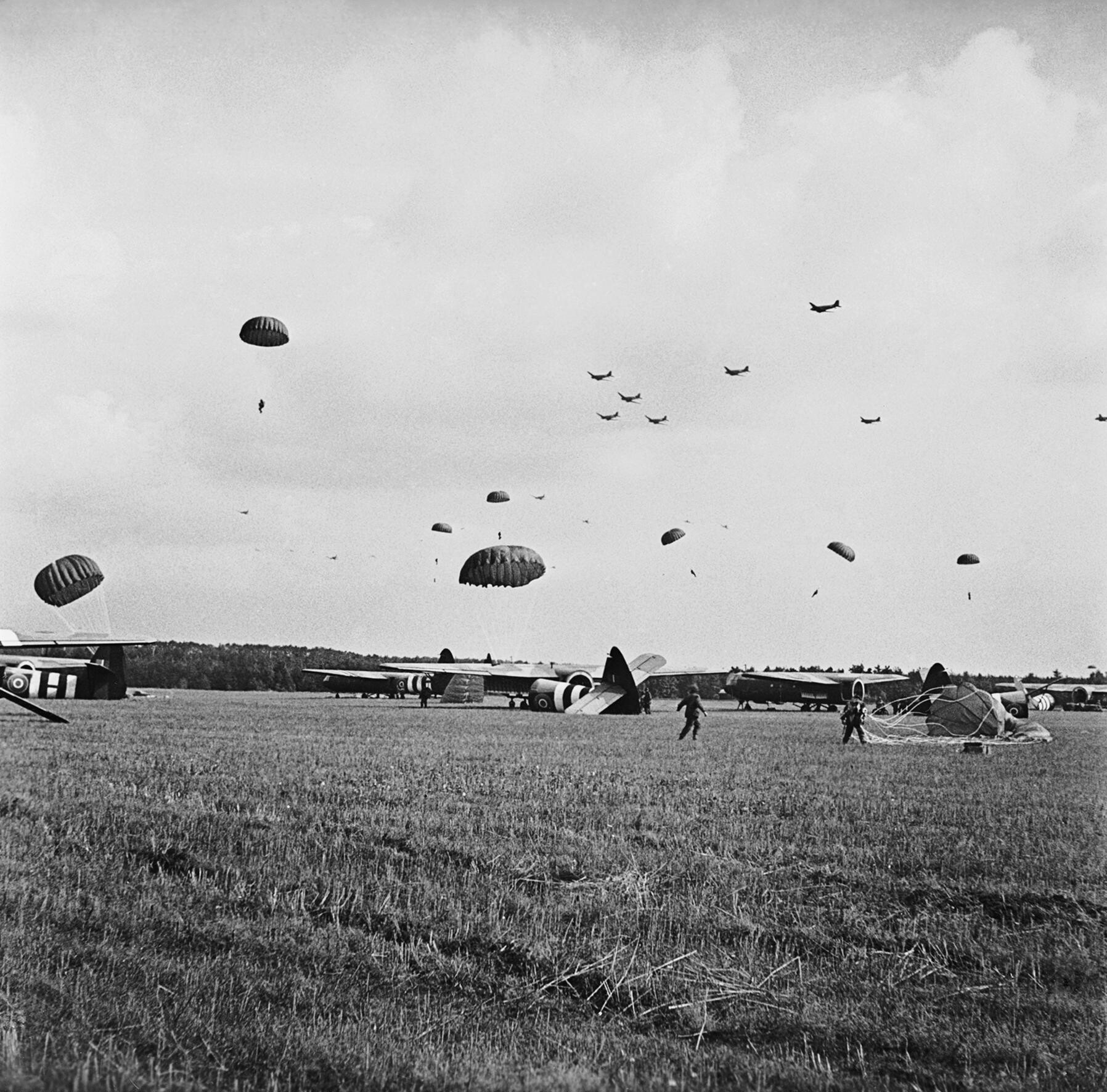
Britische Fallschirmjäger landen in der Operation Market Garden bei Arnheim, September 1944.

Die Alliierten landeten in der Operation Overlord ab dem 6. Juni 1944 in der Normandie. Am 15. August endete die Schlacht um Caen; am 25. August die Schlacht um Paris. Danach stießen Truppen sehr schnell in Richtung der niederländischen Grenze vor. Eine aufwändige Logistik (siehe Red Ball Express) ermöglichte dies.
Am 3. September wurde Brüssel befreit, einen Tag später Antwerpen. An diesem 4. September hielt Ministerpräsident Pieter Sjoerds Gerbrandy im Radio Oranje eine Rede und gab bekannt, dass die Alliierten die Grenze passiert hätten und nun die Stunde der Befreiung gekommen sei. Man rechnete mit der Einnahme Rotterdams am 5. September, Utrechts und Amsterdams am 6. September sowie der Befreiung des übrigen Landes bald darauf.
Viele Niederländer bereiteten sich auf den Empfang der Alliierten vor und verließen ihre Arbeitsplätze; die Straßen füllten sich mit der erwartungsfrohen Bevölkerung. Bei vielen deutschen Besatzern und den Mitgliedern der Nationaal-Socialistische Beweging (NSB) brach Panik aus; in aller Eile wurden Dokumente vernichtet, mehr als 30.000 NSB-Mitglieder flohen mit ihren Familien aus den Niederlanden auf deutsches Gebiet. Dieser Tag ging als Dolle Dinsdag (Toller, verrückter Dienstag) in die Geschichte ein.
Am 17. September starteten die Alliierten die gewagte Operation Market Garden: einen schnellen Einfall in die südlichen Niederlande, um mit Luftlandetruppen Brücken über die drei Hauptflüsse zu erobern. Die Brücke von Arnheim über den Rhein konnte allerdings nicht erobert werden; die Operation endete in einer Niederlage und hohen Verlusten. Dieser militärische Fehlschlag wurde später als Die Brücke von Arnheim verfilmt.

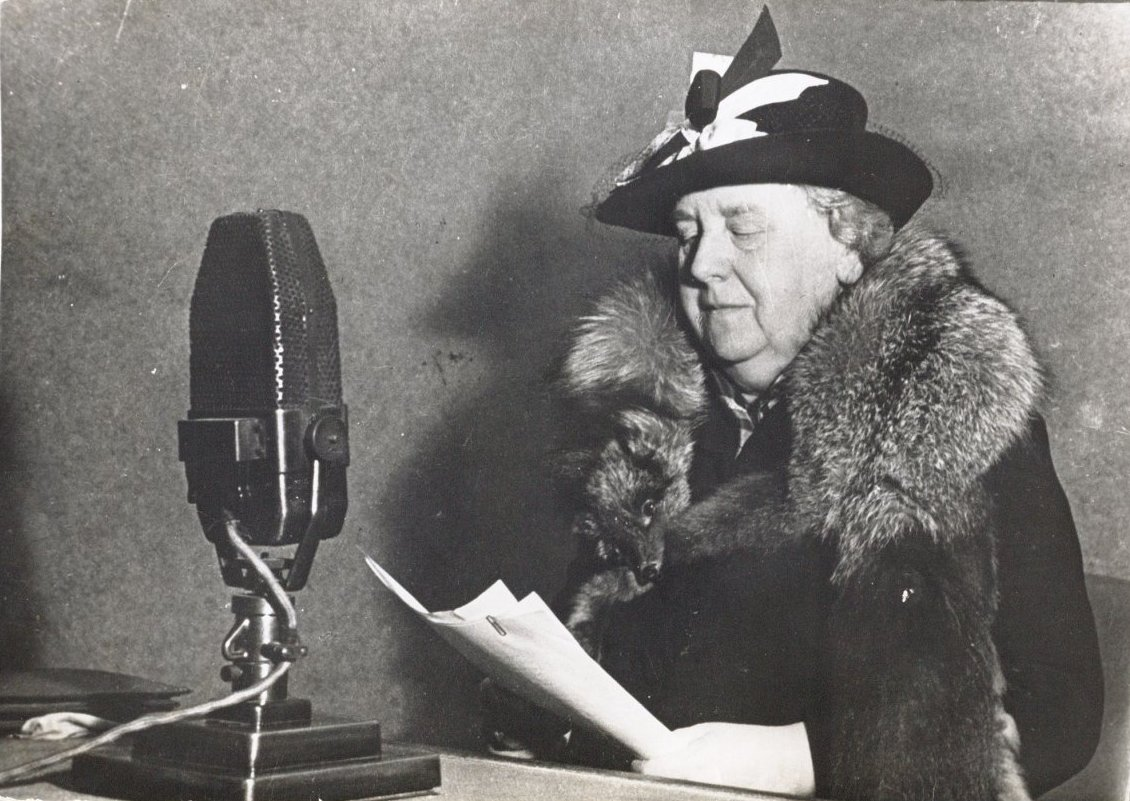
Königin Wilhelmina spricht auf Radio Oranje, London, 28. Juli 1940

Im Winter 1944/45, der besonders kalt, nass und lang war, mussten viele Niederländer, darunter viele Stadtbewohner, im noch besetzten Gebiet hungern und frieren; er ging als „Hongerwinter“ (Hungerwinter) ins kollektive Gedächtnis der Niederlande ein. Etwa 20.000 Menschen verhungerten. Ältere Darstellungen vermuteten 200.000 Verhungerte; diese Zahl wurde 1999 vom Historiker David Barnouw widerlegt.
Am 5. Mai 1945 kapitulierte die Wehrmacht bei Wageningen; dieses Datum wird als Bevrijdingsdag (Befreiungstag) gefeiert. Bereits am 4. Mai 1945 hatte eine deutsche Verhandlungsdelegation unter Leitung von Hans-Georg von Friedeburg gegenüber dem britischen Feldmarschall Bernard Montgomery im taktischen Hauptquartier der britischen Truppen auf dem Timeloberg bei Wendisch Evern nahe Lüneburg die Teilkapitulation der Wehrmacht für Nordwestdeutschland, Dänemark und die Niederlande unterzeichnet, die am 5. Mai um 8:00 Uhr in Kraft trat.

### Entwicklungen in Niederländisch-Indien
Nach der Kapitulation der europäischen Niederlande im Mai 1940 begann Kolonialgouverneur Tjarda van Starkenborgh mit der Implementierung von Maßnahmen zur Sicherung der Kolonie. Unter anderem führte dies zur Verhaftung von etwa 2800 Personen, die als Risiko angesehen und in Internierungslager verbracht wurden. Darunter befanden sich neben „arischen“ deutschen Staatsbürgern auch NSB-Mitglieder, Bürger anderer europäischer Länder wie Polen, Ungarn oder Jugoslawien und auch jüdische Flüchtlinge aus Deutschland und Österreich. Die Besitztümer der Betroffenen wurden konfisziert.
Nach der Kriegserklärung der niederländischen Exilregierung an Japan begann am 11. Januar 1942 die japanische Invasion von Niederländisch-Indien. Die niederländischen Streitkräfte in der Region wurden dem am 8. Januar 1942 gegründeten, multinationalen ABDACOM-Verband unter dem Befehl des britischen Feldmarschalls Sir Archibald Wavell angeschlossen. Der niederländische Generalleutnant Hein ter Poorten erhielt das Kommando über die Landstreitkräfte des ABDACOM. Das ABDACOM befand sich von Anfang an in einer wenig aussichtsreichen Lage, so wurde die Flotte des Verbandes unter dem Befehl von Konteradmiral Karel Doorman in der Schlacht in der Javasee schwer geschlagen und Doorman selbst getötet. Am 28. Februar 1942 landeten die Japaner auf Java und begannen mit der Einnahme der letzten noch von den Niederländern kontrollierten Insel in der Region. Die Niederländer kapitulierten bereits wenige Tage später am 9. März.
Während der nun folgenden Besatzung teilten die Japaner die Bevölkerung der Kolonie in verschiedene Gruppen gemäß ihrer ethnischen Abstammung ein. Niederländische Einwohner wurden gefangen genommen und in Arbeitslagern interniert. Teilweise wurden die Gefangenen zur Zwangsarbeit beim höchst gefährlichen Bau der Thailand-Burma-Eisenbahn eingesetzt, die im niederländischen auch als Dodenspoorlijn (etwa: „Todeseisenbahn“) bezeichnet wird. Es wird geschätzt, dass in den Lagern und während der Zwangsarbeit etwa 13.000 Menschen ums Leben kamen.
Mit der japanischen Kapitulation am 15. August 1945 endete auch hier der Zweite Weltkrieg. Ihm folgte bald der Indonesische Unabhängigkeitskrieg; dieser endete 1949 mit der indonesischen Unabhängigkeit.

## Nachkriegszeit
Königin Wilhelmina, Symbolfigur des Widerstandes gegen die deutschen Besatzer, war nach einer fünfzigjährigen Herrschaft 1948 zugunsten ihrer Tochter Juliana zurückgetreten. Während der Besatzungszeit hatten sich Wilhelminas absolutistische Neigungen verstärkt (sie wollte selbst die Minister auswählen), die sie nach der Rückkehr in ihr Land allerdings nicht durchsetzen konnte. Im September 1944 befasste sich Gerbrandys Regierung mit den während der Besatzungszeit durch die Deutschen und ihre Helfer erlassenen Regelungen und Systemen und teilte diese in drei Kategorien ein: Kategorie A umfasste Regelungen, die rückwirkend als niemals rechtsgültig betrachtet wurden, worunter etwa die anti-jüdischen Erlasse der Besatzer fielen. Kategorie B schloss Regelungen ein, die rückwirkend als gültig betracht wurden, jedoch mit Eintreten der Befreiung endeten, während Beschlüsse der Kategorie C vorerst weiterhin gültig sein sollten. Diejenigen Niederländer, die mit den Besatzern kollaboriert hatten, wurden zur Rechenschaft gezogen.
1949 kam die westdeutsche Gemeinde Elten (bei Emmerich) mit Umgebung bis 1963 unter niederländische Verwaltung. Die dortigen Bewohner blieben zwar formal deutsche Staatsbürger, erhielten jedoch niederländische Pässe und wurden niederländischen Bürgern rechtlich gleichgestellt. Eine in den Niederlanden erhobene Forderung nach Angliederung von Teilen des Münsterlandes und des grenznahen Rheinlandes (→ Niederländische Annexionspläne nach dem Zweiten Weltkrieg) hatte sich nicht durchsetzen können. Ebenfalls unter niederländische Verwaltung gestellt wurde 1949 auch der Selfkant. Dies war in der Schlusserklärung der Londoner Deutschland-Konferenz so vorgesehen. Erst nach langen Verhandlungen und Zahlung von 280 Mio. DM wurde der Selfkant wieder an die Bundesrepublik Deutschland zurückgegeben. Die durch dieses Gebiet führende N274 blieb allerdings bis zum 25. Februar 2002 in niederländischem Besitz.
Obwohl ursprünglich erwartet wurde, dass der Verlust von Indonesien zum ökonomischen Untergang führen würde, trat das Gegenteil ein, und in den 1950er-Jahren wuchs der Reichtum der Niederlande schnell an. 1952 gründeten die Niederlande mit Frankreich, der Bundesrepublik Deutschland, Italien, Belgien und Luxemburg die Europäische Gemeinschaft für Kohle und Stahl. Die EGKS (oder Montanunion) war einer der Grundpfeiler für die spätere Europäische Union. Das Land ist auch eines der Gründungsmitglieder der NATO.
1953 kam es durch eine schwere Flutkatastrophe zu vielen Toten in Zeeland und Zuid-Holland (siehe Flutkatastrophe von 1953). Um solch einem Unglück in Zukunft zuvorzukommen, wurde der Deltaplan aufgestellt, der Deicherhöhungen und den Verschluss von Meerarmen vorsah. Die Verwirklichung des ehrgeizigen Plans nahm mehrere Jahrzehnte in Anspruch.

### Entkolonialisierung 1945–1975
Bereits in der Zeit vor dem Zweiten Weltkrieg waren die Niederlande mit diversen nationalistischen Bewegungen innerhalb der Kolonien konfrontiert gewesen. Bereits im Laufe der 1930er Jahre hatte eine aggressive Entfaltungspolitik Japans für scharfe Kritik seitens der Niederländischen Regierung gesorgt.
Sofort nach der japanischen Kapitulation am 15. August 1945 erklärte Niederländisch-Indien am 17. August 1945 seine Unabhängigkeit und nannte sich fortan Indonesien. Dieses Datum wird bis heute als die Geburtsstunde der Republik angesehen. Die Niederlande bekämpften die indonesische Republik militärisch und gaben erst auf internationalen Druck der Vereinten Nationen und der Vereinigten Staaten von Amerika auf. Das Land wurde formal am 27. Dezember 1949 unabhängig, nach dem Indonesischen Unabhängigkeitskrieg. Niederländisch-Neuguinea wurde allerdings erst 1961/62 unabhängig und dann von Indonesien annektiert trotz der deutlichen kulturellen Unterschiede.
1954 wurden die Kolonien Niederländische Antillen (in der Karibik) und Suriname (in Südamerika) mit der Verabschiedung des Statuts für das Königreich der Niederlande gleichberechtigte Partner der Niederlande. Die Zuständigkeit für Verteidigung und auswärtige Beziehungen verblieb beim Königreich. 1975 wurde Suriname zu einer unabhängigen Republik. 1986 wurde die Insel Aruba aus den Antillen ausgegliedert, wodurch das Königreich aus den Niederlanden, den Niederländischen Antillen und Aruba bestand. Eine weitere Staatsreform im Jahr 2010 führte zur Auflösung der Niederländischen Antillen. Die Inseln Sint Maarten und Curaçao erhielten nun wie Aruba den Status eines eigenen Landes innerhalb des Königreichs, während Sint Eustatius, Saba und Bonaire seitdem als sogenannte Besondere Gemeinden (niederl. bijzondere gemeenten) zum Land Niederlande gehören.

### Seit derEntsäulungder 1960er Jahre
In den 1960er Jahren erreichte die Verzuiling ihren Höhepunkt, danach wurden die Bindungen der Niederländer an ihre religiösen oder kulturellen Gruppen schwächer. In den 1970er Jahren vereinigten sich die drei großen konfessionellen Parteien, während auf der Linken ähnliche Versuche (wie von Democraten 66) nicht fruchteten. Erst um 1990 schlossen sich drei kleinere Parteien zu GroenLinks zusammen.

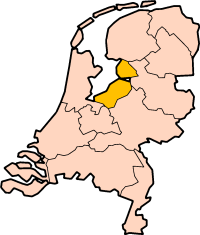
Flevoland, Provinz seit 1. Januar 1986.

Am 30. April 1980 kam es zu einem Wechsel an der Spitze des Königshauses. Königin Beatrix von Oranien-Nassau wurde Königin und folgte damit Königin Juliana nach, die im Alter von 71 Jahren abdankte.
Aus den schon ab 1929 eingedeichten Poldern Nordostpolder und Flevolandpolder entstand 1986 die neue Provinz Flevoland.

### Von der lila Koalition zu Mark Rutte
Bei der Wahl zur Zweiten Kammer am 3. Mai 1994 stürzten die Christdemokraten dramatisch ab (von 54 auf 34 Sitze). Zum ersten Mal seit 1918 kam ein Kabinett ohne konfessionelle Partei zustande (Kabinett Kok I: Sozialdemokraten, Rechts- und Linksliberale). Ministerpräsident der „lila Koalition“ (bis 2002) wurde der Sozialdemokrat Wim Kok. Zu den gesellschaftspolitischen Neuerungen der Koalition gehörten die aktive Sterbehilfe und die homohuwelijk, die Ehe für Homosexuelle (seit 1. April 2001).
2004 starben die Eltern (Bernhard und Juliana) der Königin und im Oktober 2002 ihr Ehemann (Claus).
Die Hochzeit des Kronprinzen Willem-Alexander mit Máxima Zorreguita im Februar 2002 sorgte für Aufsehen – der Vater der Braut war während der Videla-Diktatur in Argentinien Regierungsmitglied. Er durfte bei der Hochzeit nicht anwesend sein. 2003 kam es zu einem Skandal, als eine Tochter von Beatrix’ Schwester Irene, Prinzessin Margarete, der Königin und der Regierung vorwarf, sie und ihren Ehemann abgehört zu haben. Bestätigt werden konnte, dass der finanzielle Hintergrund des Ehemanns von den Sicherheitsbehörden geprüft worden war, entgegen den üblichen Bestimmungen. Die Königin fand den Ehemann charakterlich nicht geeignet für die königliche Familie; 2006 trennte Margarita sich von ihm.

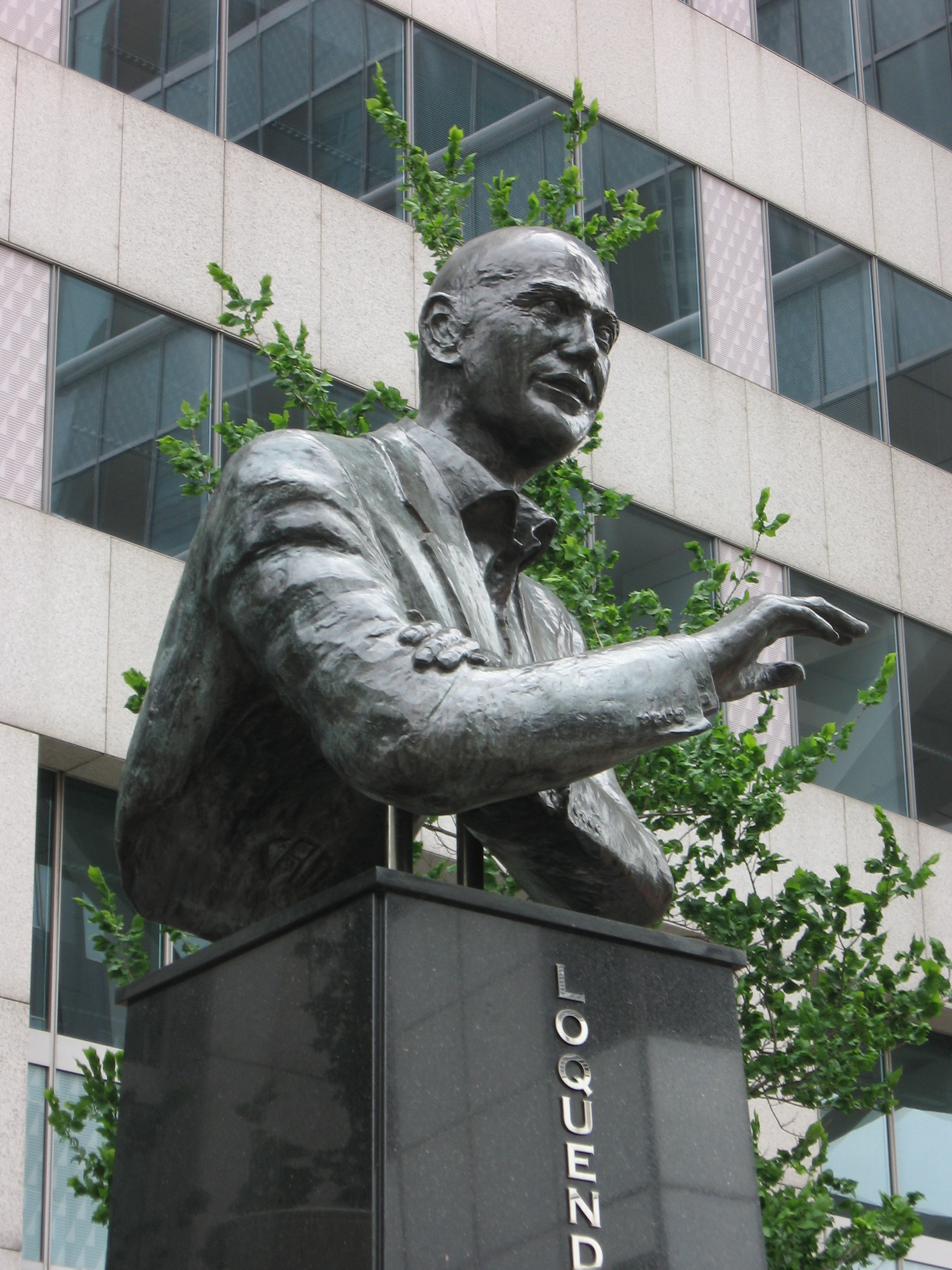
Statue von Pim Fortuyn, Rotterdam

Die Morde am Politiker Pim Fortuyn, am 6. Mai 2002 in Hilversum, und an dem Filmregisseur Theo van Gogh, am 2. November 2004 in Amsterdam, erschütterten die niederländische Öffentlichkeit. Sie führten zu heftigen Debatten über eine multikulturelle Gesellschaft, das Zusammenleben mit Zuwanderern und das Selbstverständnis der niederländischen Gesellschaft. Nach dem Mord an Theo van Gogh kam es in den Niederlanden auch zu Brandanschlägen auf islamische und christliche Einrichtungen.
Die Wahlliste von Pim Fortuyn erhielt bei der Wahl am 15. Mai 2002 (neun Tage nach seiner Ermordung) aus dem Stand 17 Prozent der Stimmen, während die Regierungsparteien (vor allem die Sozialdemokratie) verloren. Jan Peter Balkenende (CDA) bildete zusammen mit Rechtsliberalen und Fortuynliste eine Koalition (Kabinett Balkenende I). Im Oktober zerbrach die Koalition, und Balkenende wechselte nach der Neuwahl die Fortuynisten durch die Linksliberalen (Democraten 66) aus (Kabinett Balkenende II). Letztere verließen die Regierung 2006, nach der Neuwahl im selben Jahr bildete Balkenende 2007 sein drittes Kabinett, eine Regierung aus Christdemokraten, Sozialdemokraten und fundamentalchristlicher ChristenUnie.
Seit 2010 ist Mark Rutte Ministerpräsident (siehe Kabinett Rutte I, II, III und Kabinett Rutte IV).

### Seit 2010
Im Juni 2010 führten Parlamentswahlen zu einer Pattsituation, die in eine Minderheitskoalition unter Mark Rutte mündete. Während dieser Zeit gehörten die Niederlande zu den höchstentwickelten Ländern der UN-Nationen; sie rangierten auf Platz 4 von 195 Nationen weltweit und galten als „sehr hoch entwickelt“.
Im April 2012 zerbrach Ruttes Koalition, was zu Neuwahlen und einer neuen Koalition mit der PvdA führte. Im darauffolgenden Jahr dankte Königin Beatrix ab und übergab den Thron an Willem-Alexander. 2014 erschütterte der Abschuss des Malaysia-Airlines-Flugs MH17 über der Ostukraine die Nation. 2 Jahre später lehnte das niederländische Volk das EU-Ukraine-Assoziierungsabkommen ab. Nach einem weiteren Wahlsieg Ruttes im darauf folgenden Jahr waren die wichtigen Themen Integration und Klimapolitik während dieser Zeit. 2017 führte das Land ein umfassendes Organspendegesetz durch. Ein terroristischer Anschlag in Utrecht (2019) erschütterte das Land. Im gleichen Jahr noch verabschiedete die Regierung Ruttes nach 14-jähriger Debatte ein umstrittenes Gesetz zum Verbot von Gesichtsschleiern in bestimmten öffentlichen Bereichen, auch bekannt als „Burkaverbot“.
Die Niederlande waren in den 2010er Jahren von einem gesellschaftlichen und sozialen Klima des Wohlstands und des Fortschritts geprägt. Das Land verzeichnete weiterhin ein starkes Wirtschaftswachstum (1,47 % pro Jahr) und die Arbeitslosigkeit war auf einem historischen Tiefstand (4,4 %). Der technologische Fortschritt und die Modernisierungsmaßnahmen der Regierungen in diesem Jahrzehnt führten zu einer weiteren Urbanisierung und einer verbesserten Infrastruktur, insbesondere in den Bereichen Verkehr und digitale Technologien. In Bezug auf die öffentliche Infrastruktur zeichnete sich die Niederlande durch hervorragende Verkehrsnetze, moderne digitale Infrastruktur und gut ausgebaute städtische Einrichtungen aus.
Die Niederlande wiesen in den 2010ern eine hohe Lebensqualität auf, die durch ein starkes Sozialsystem und ein hohes Maß an sozialer Sicherheit unterstützt wurde. Auch das niederländische Gesundheitssystem galt zu dieser Zeit als eine der besten weltweit. Es basierte auf dem Prinzip der Solidarität und garantiert universellen Zugang zu qualitativ hochwertiger Versorgung für alle Bürger. Das System wurde durch eine Mischung aus privaten und öffentlichen Mitteln finanziert und deckte etwa 99,9 % der Bevölkerung ab.

### 2020er
Die Niederlande mussten von 2020 bis 2023 die COVID-19-Pandemie bewältigen. Im Frühjahr 2020 kam es zu einer ersten Welle, gefolgt von einer ruhigeren Sommerphase. Ab Herbst 2020 führten Varianten wie Alpha und später Delta zu steigenden Infektionen und neuen Lockdowns. Die Omikron-Variante sorgte ab Ende 2021 für eine starke Verbreitung, allerdings mit geringerer Belastung der Krankenhäuser. Die Maßnahmen wechselten zwischen Lockerungen und Verschärfungen, begleitet von Protesten und gesellschaftlicher Kritik. Im März 2023 endete die Pandemie offiziell, als COVID-19 wie eine normale Atemwegserkrankung eingestuft wurde. Die Niederlande konnten die Pandemie insgesamt zum Teil erfolgreich eindämmen, trotz hoher Infektionswellen. Impfkampagnen, Maßnahmen und Anpassungen trugen zur Stabilisierung bei, jedoch begleiteten Proteste und Kritik die Strategie.
2021 fanden in den Niederlanden vom 15. bis 17. März Parlamentswahlen statt. Die VVD unter Mark Rutte blieb stärkste Kraft, doch das zersplitterte Parteiensystem mit 17 Parteien erschwerte die Regierungsbildung. Die Wahl wurde von der COVID-19-Pandemie geprägt, mit Ausgangssperren, Protesten und Anpassungen des Wahlverfahrens, wie Briefwahl für über 70-Jährige. Nach den Wahlen begann ein langwieriger Regierungsbildungsprozess. Rutte versuchte zunächst, eine Koalition mit D66, CDA und CU zu bilden. Doch aufgrund interner Konflikte und Misstrauensanträge verzögerten sich die Verhandlungen erheblich und führten zu einem Rekord von 299 Tagen bis zur Regierungsbildung. Schließlich wurde am 10. Januar 2022 das Kabinett Rutte IV vereidigt, das die bestehende Koalition fortsetzte.
Im November 2023 fanden vorgezogene Parlamentswahlen in den Niederlanden statt, ausgelöst durch den Rücktritt des Kabinetts Rutte IV im Juli 2023 aufgrund eines Streits über die Asylpolitik. Die Partij voor de Vrijheid (PVV) unter Geert Wilders gewann die Wahl mit 37 Sitzen, gefolgt von der GroenLinks-PvdA-Koalition mit 25 Sitzen und der VVD mit 24 Sitzen. Trotz des Wahlsiegs wurde Wilders nicht Premierminister; stattdessen übernahm Dick Schoof das Amt, um die breite Koalition aus PVV, VVD, Nieuw Sociaal Contract (NSC) und BoerBurgerBeweging (BBB) zu vereinen. Diese Koalition mit 88 Sitzen markierte einen politischen Rechtsruck und wurde am 15. Mai 2024 vereidigt. Die neue Regierung erklärte, zwischen 2024 und 2028 strenge Asylregelungen einführen zu wollen, 100.000 Wohnungen jährlich zu bauen, den Krankenversicherungs-Selbstbehalt zu senken, Atomkraftwerke zu errichten und die öffentliche Sicherheit zu stärken. Zudem waren Steuererleichterungen, Investitionen in Infrastruktur und Altenpflege, sowie Reformen im Wahlsystem und ein neues Verfassungsgericht zur Förderung der Bürgerbeteiligung geplant.